# Марія Федорівна (імператриця, 1847—1928)
Її́ Імпера́торська Вели́чність, Госуда́риня Імператри́ця Всеросі́йська Марі́я Фе́дорівна, уроджена Марія Софія Фредеріка Дагмар (Да́гмара), (дан. Marie Sophie Frederikke Dagmar; 14 (26) листопада 1847, Копенгаген, Данія — 13 жовтня 1928, Клампенборг, Данія) — російська імператриця (консорт), дружина Олександра III, дочка короля Данії Крістіана IX та Луїзи Гессен-Кассельської, мати останнього російського імператора з династії Романових — Миколи II.

## Зовнішній вигляд і особистість

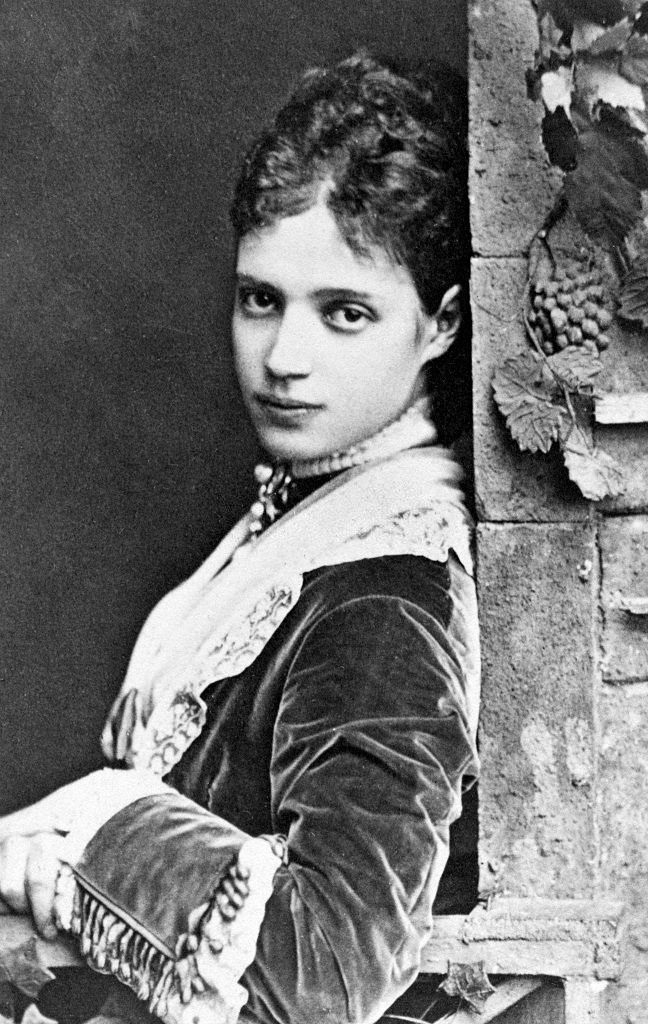
Цесарівна Марія Федорівна з Росії, 1870-ті роки

Дагмар була відома своєю красою. Принцеса Кембриджська Марія Аделаїда сказала, що Дагмар була «солодко вродливою» і схвально відгукнулася про її «чудові темні очі». Її наречений Микола Олександрович, російський цесаревич, був у захваті від її краси. Своїй матері він дописував, що «в житті вона навіть гарніша, ніж на портретах, які ми бачили досі. Її очі говорять за неї: вони такі добрі, розумні, жваві». Коли вона була царівною, на весіллі великого князя Володимира Олександровича з нею познайомився Томас В. Нокс. Він схвально відгукнувся про її красу порівняно з красою нареченої, герцогині Марії Мекленбург-Шверинської. Він писав, що Дагмар «менш схильна до повноти, ніж наречена, вона не демонструє такої пухкості в плечах, а її шия піднімається більш лебедино та надає повнішого вигляду її тонко сформованій голові з кучерявим волоссям і грецьким контуром обличчя». Він також схвально відгукнувся про «її гострі, ясні та блискучі очі».
Дагмар відзначалася розумом. Розглядаючи Дагмар для свого другого сина, принца Альфреда, королева Вікторія визнала, що «Дагмар розумніша [ніж її старша сестра Олександра ]… вона дуже мила дівчина». Вступивши в шлюб, вона не могла говорити російською. Проте за кілька років вона оволоділа мовою і була настільки вправною, що чоловік писав їй російською. Американському міністру в Росії Марія говорила, що «російська мова сповнена сили і краси, вона дорівнює італійській в музиці, англійській в енергійній силі і щедрості». Вона стверджувала, що «за компактністю вираження» російська конкурувала з «латинською, а за створенням нових слів дорівнює грецькій».
Дагмар була дуже модною. Джон Логан, відвідувач Росії, описав її як «найкраще одягнену жінку в Європі». Він стверджував, що імператриця Єлизавета Австрійська «перевершувала її красою», але «ніхто не перевиршив» її «в сукнях». Чарльз Фредерік Ворт, паризький кутюр'є, дуже захоплювався її стилем. Він сказав: «Приведіть до мене будь-яку жінку в Європі — королеву, артистку чи буржуа, — яка може надихнути мене, як це робить пані Її Величність, і, поки живий, я виготовлятиму для неї кондитерські вироби і нічого з неї не братиму».
Дагмар була дуже чарівною та симпатичною. Після зустрічі з нею Томас В. Нокс написав: «Не дивно, що вона подобається імператору, і не дивно, що вона подобається росіянам. Мені вона подобається, а я не є ні імператором, ні будь-яким іншим росіянином, і я ніколи не обмінювався з нею тисячею слів у своєму життя». Марія фон Бок, донька Петра Столипіна, писала: «Доброю, привітною, простою у своїй промові, Марія Федорівна була імператрицею з ніг до голови, поєднуючи вроджену велич і таку доброту, що її боготворили всі, хто її знав». Меріель Б'юкенен писала, що вона володіла «милосердністю та чудовою чарівністю». Ендрю Діксон Вайт, міністр США у справах Росії, сказав, що вона була «витонченою, з надзвичайно добрим обличчям і манерами», і що вона була «в усіх вимірах сердечною та доброю». Надін Вонар-Ларскі, її фрейліна, зазначила, що «її усмішка підбадьорювала всіх, а її витончена манера завжди вказувала на нотку особистих почуттів, які проникали прямо в серця її підданих. Вона також мала цей безцінний королівський дар ніколи не забувати лице чи ім'я».

## Раннє життя

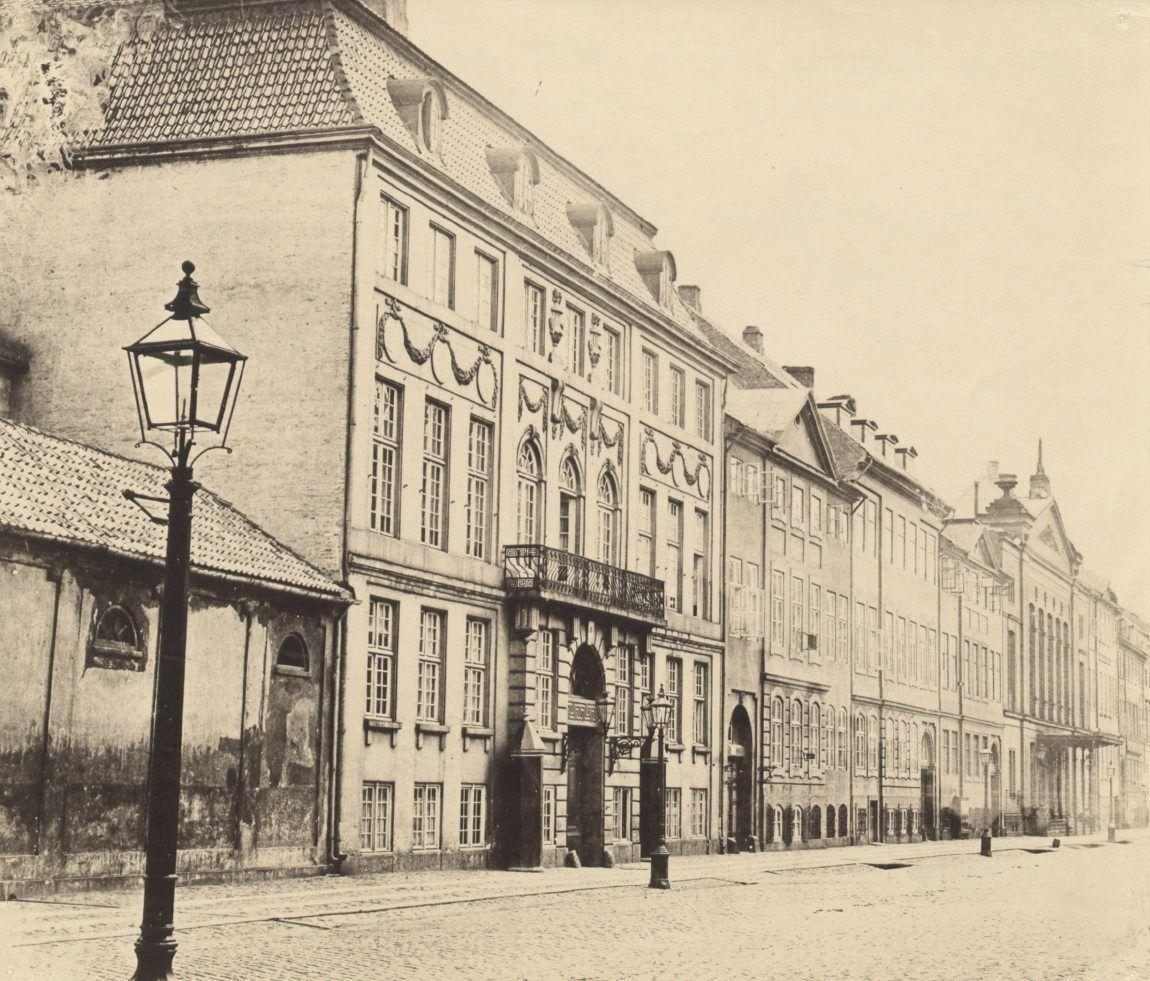
Місце народження та дім дитинства принцеси Дагмар, Жовтий маєток у Копенгагені.

Принцеса Марія Софі Фредерікке Дагмар народилася 26 листопада 1847 року в резиденції своїх батьків у Жовтому палаці, міському будинку XVIII століття за адресою 18 Амалієґаде, який розташований безпосередньо поруч із палацовим комплексом Амалієнборг, головною резиденцією данської королівської родини в районі Фредеріксстаден в центрі Копенгагена. Вона була четвертою дитиною і другою дочкою тодішнього принца Крістіана Шлезвіг-Гольштейн-Зондербург-Глюксбурга, члена княжої молодшої гілки, і його дружини принцеси Луїзи Гессен-Кассельської. Вона була охрещена в Жовтому маєтку у лютеранському обряді з королевою Данії Кароліною Амалією як її хрещеною матір'ю і названа на честь своєї родички Марі Софі Фредерікке Гессен-Кассельської, вдовуючої королеви Данії, а також, відповідно до тогочасної національної романтичної моди, на честь популярної середньовічної данської королеви, Дагмари Богемської. Підростаючи, вона була відома під ім'ям Дагмар. Однак більшу частину свого дорослого життя вона була відома як Марія Федорівна, ім'я, яке вона взяла, коли прийняла православ'я безпосередньо перед одруженням у 1866 році з майбутнім імператором Олександром III. У своїй родині вона протягом усього життя вона була відома як «Мінні».

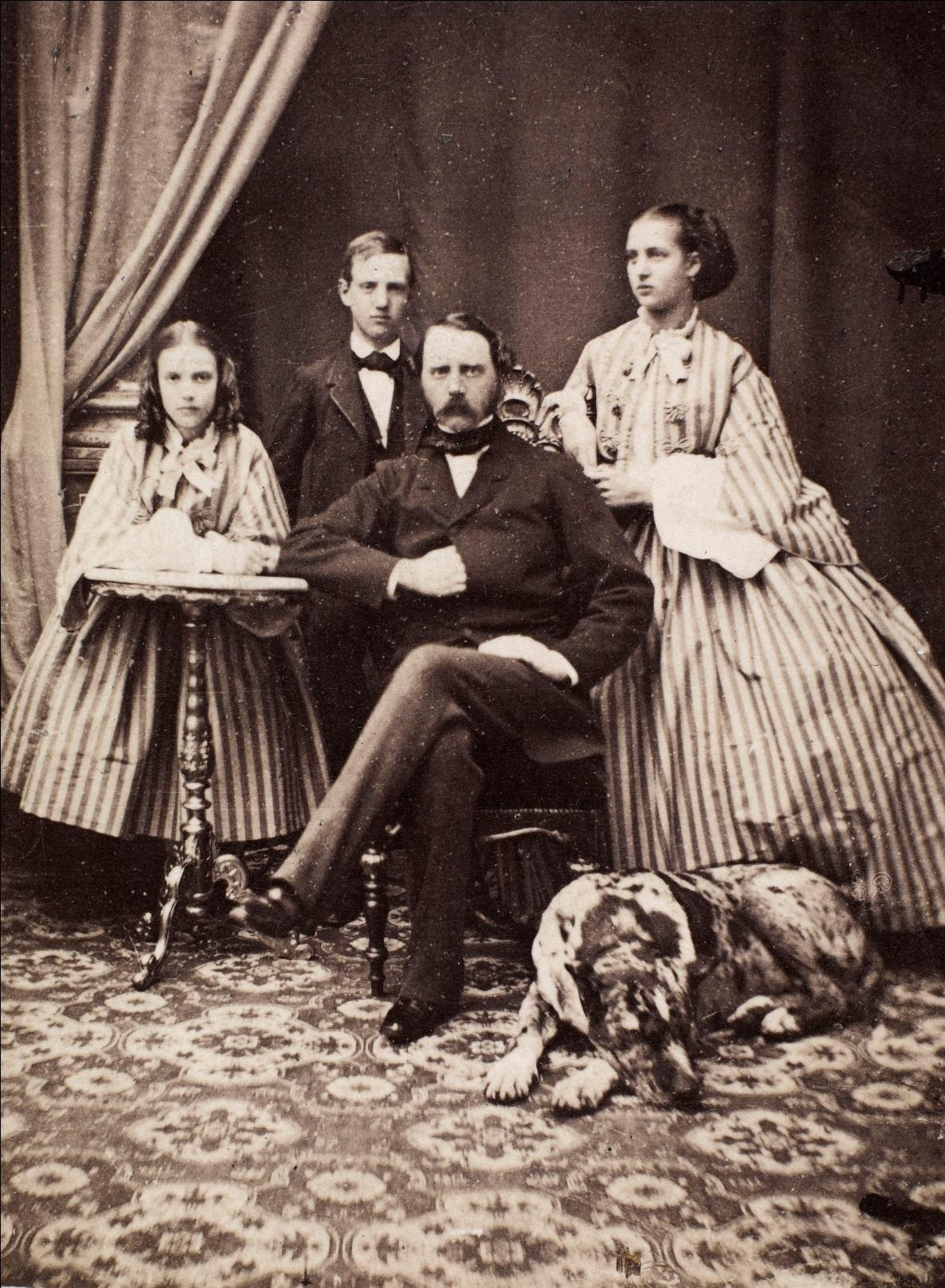
Принцеса Дагмар, принц Вільгельм, Крістіан IX Датський і принцеса Олександра в 1861 році.

У 1852 році батько Дагмар став імовірним спадкоємцем престолу Данії, головним чином завдяки правам спадкоємства його дружини Луїзи як племінниці данського короля Крістіана VIII. У 1853 році йому було присвоєно титул принца Данії, і він і його сім'я отримали офіційну літню резиденцію, палац Бернсторф, на північ від Копенгагена. Він швидко став улюбленою резиденцією принцеси Луїзи, і сім'я часто там зупинялася. Діти виросли в дружній сім'ї, в тому, що описується як скромна, але щаслива спільнота. У дитинстві дітей батько мав лише офіцерську зарплату, і за королівськими нормами сім'я жила відносно простим життям: у їхній родині було лише шестеро працівників та працівниць. Дагмар та її братам і сестрам у дитинстві дозволяли гуляти вулицями Копенгагена, ходити на ринок і відвідувати кафе. Лише дуже рідко вони брали участь в урочистих заходах, а потім негайно повинні були знову скидати свій гарний одяг, щоб не ризикувати забруднити його. Батьки Дагмар наголошували на тому, щоб дати дітям просте громадянське виховання, яке приділяло велике значення королівським обов'язкам. Пізніше всі діти стали відомі своїм невимушеним вмінням спілкуватися з людьми, почуттям обов'язку та привітністю.

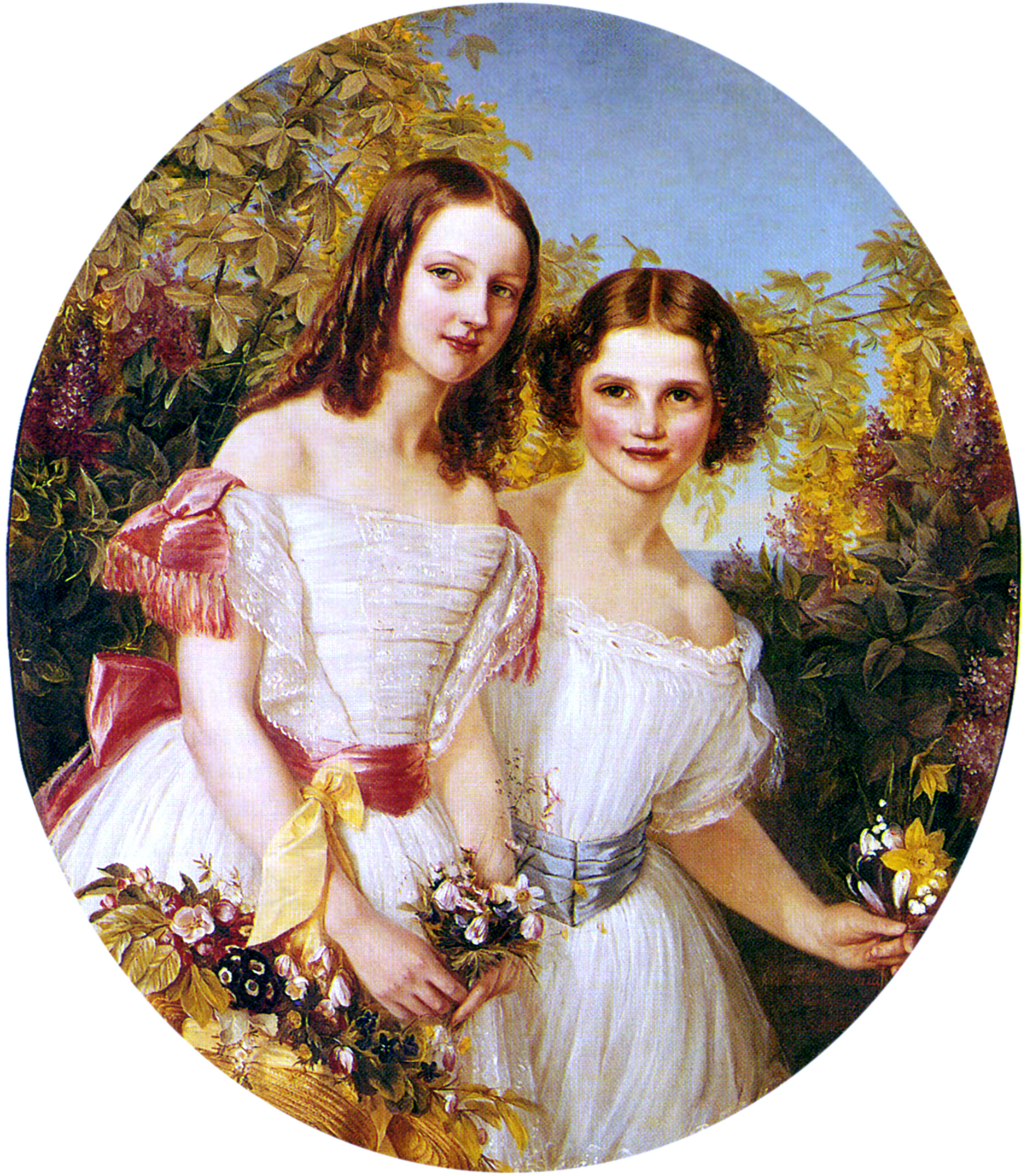
Принцеси Олександра і Дагмар. Портрет Елізабет Джеріхау Бауман (1856).

Дагмар була найближчою зі своєю старшою сестрою Олександрою. Вони підтримували міцний зв'язок між собою все життя. Дві принцеси ділили кімнату в Жовтому палаці і виховувалися разом. Сестри отримали таку саму освіту, яка вважалася належною для дівчат із вищих класів: мати їх навчала господарювати, а репетитори вчилися танцювати, музикувати, малювати та розмовляти французькою, англійською та німецькою мовами. Однак батько також наполягав, щоб вони вивчали гімнастику та спорт, що було більш незвичним для дівчат. Під час виховання Дагмар і Олександра отримували уроки плавання від шведської піонерки плавання для жінок Ненсі Едберґ. Пізніше вона вітала Едберґ в Росії, куди вона приїхала за королівською стипендією проводити уроки плавання для жінок. Дагмар описують як жваву та розумну, милу, але менш вродливу, ніж Олександра, і кращу в живописі та малюванні, ніж її сестри, які, з іншого боку, були більш талановитими в музиці.
Після смерті короля Фрідріха VII у 1863 році, коли Дагмар виповнилося 16 років, її батько став королем Данії. Завдяки блискучим подружнім союзам його дітей його стали називати «тестем Європи». Старший брат Дагмар став наступником свого батька на посаді короля Данії Фредеріком VIII (один із синів якого буде обраний королем Норвегії). Її старша і улюблена сестра Олександра стала дружиною Альберта Едуарда, принца Вельського (майбутнього короля Едуарда VII) у березні 1863 року. Олександра, будучи королевою-консортом короля Едуарда VII, також була матір'ю Георга V, короля Сполученого Королівства, що допомагає пояснити разючу схожість між їхніми синами Миколою II і Георгом V. За кілька місяців після одруження Олександри другий старший брат Дагмар, Вільгельм був обраний королем Греції Георгом I. Її молодшою сестрою була Тіра, герцогиня Камберлендська. Також у неї був ще один молодший брат, Вальдемар.

## Заручини та шлюб

### Перші заручини

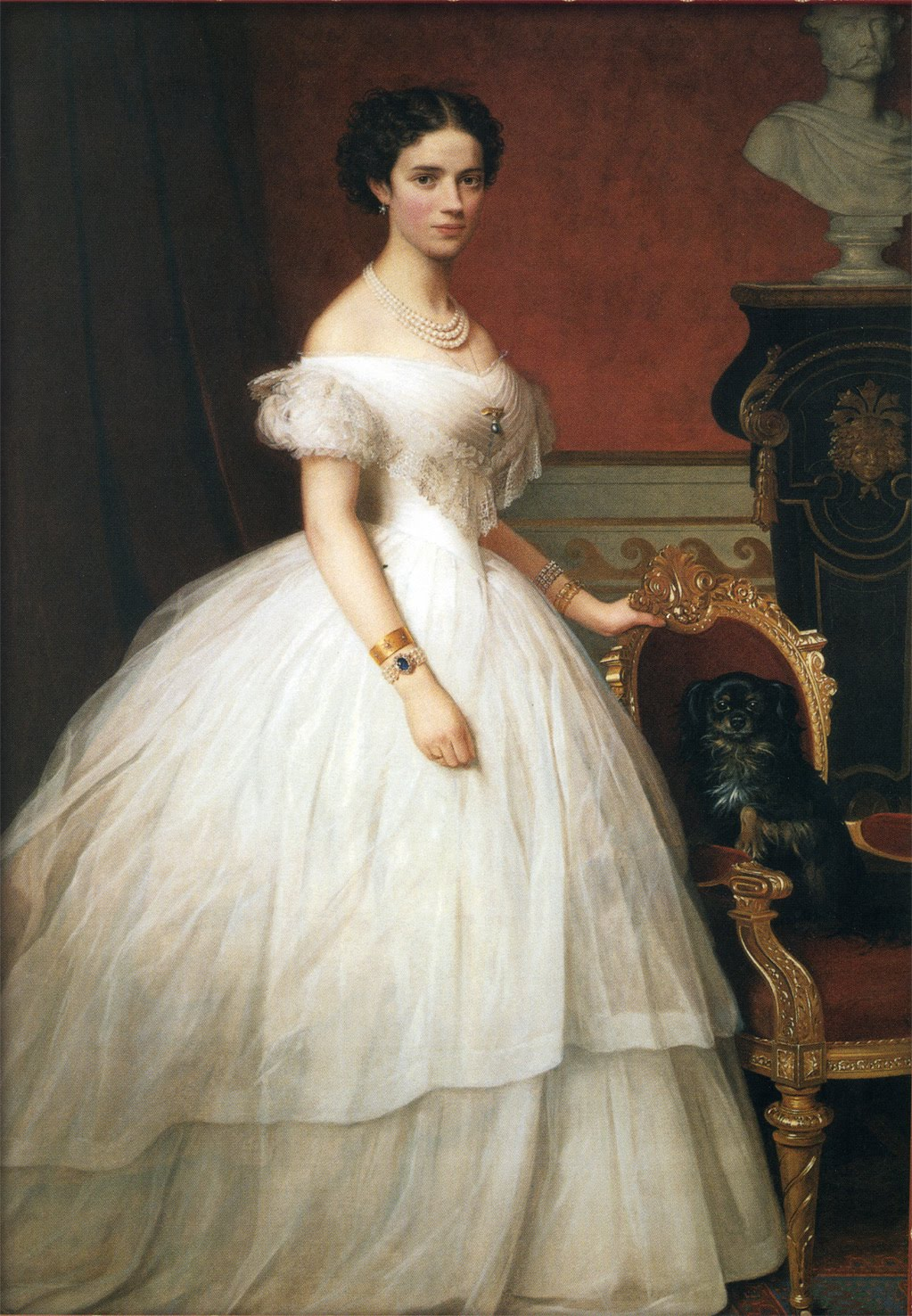
Портрет молодої принцеси Дагмар з собакою в 1860-х роках роботи Андреаса Германа Гунея.

Наприкінці 1863 року Дагмар, будучи донькою та сестрою королів Данії та Греції та невісткою принца Вельського, вважалася однією з найбажаніших принцес Європи. Вона отримала пропозицію від спадкоємного принца Італії Умберто, але не хотіла виходити одружуватися з ним, оскільки вважала його непривабливим. Її мати також не бажала підтримувати такий шлюб, оскільки бачила більший статус у перспективі пошлюбит Дагмар з російською імператорською родиною. Через зростання слов'янофільської ідеології в Російській імперії російський цар Олександр II шукав наречену для спадкоємця Миколи Олександровича, російського цесаревича, в інших країнах, окрім німецьких держав, які традиційно давали царям дружин. Принцеса Дагмар була однією з кандидаток, тому ще в 1860 році імператор зробив перші запити про можливі заручини. Крім того, між двома родинами вже були родинні зв'язки, оскільки дядько Дагмар був одружений із сестрою імператора.

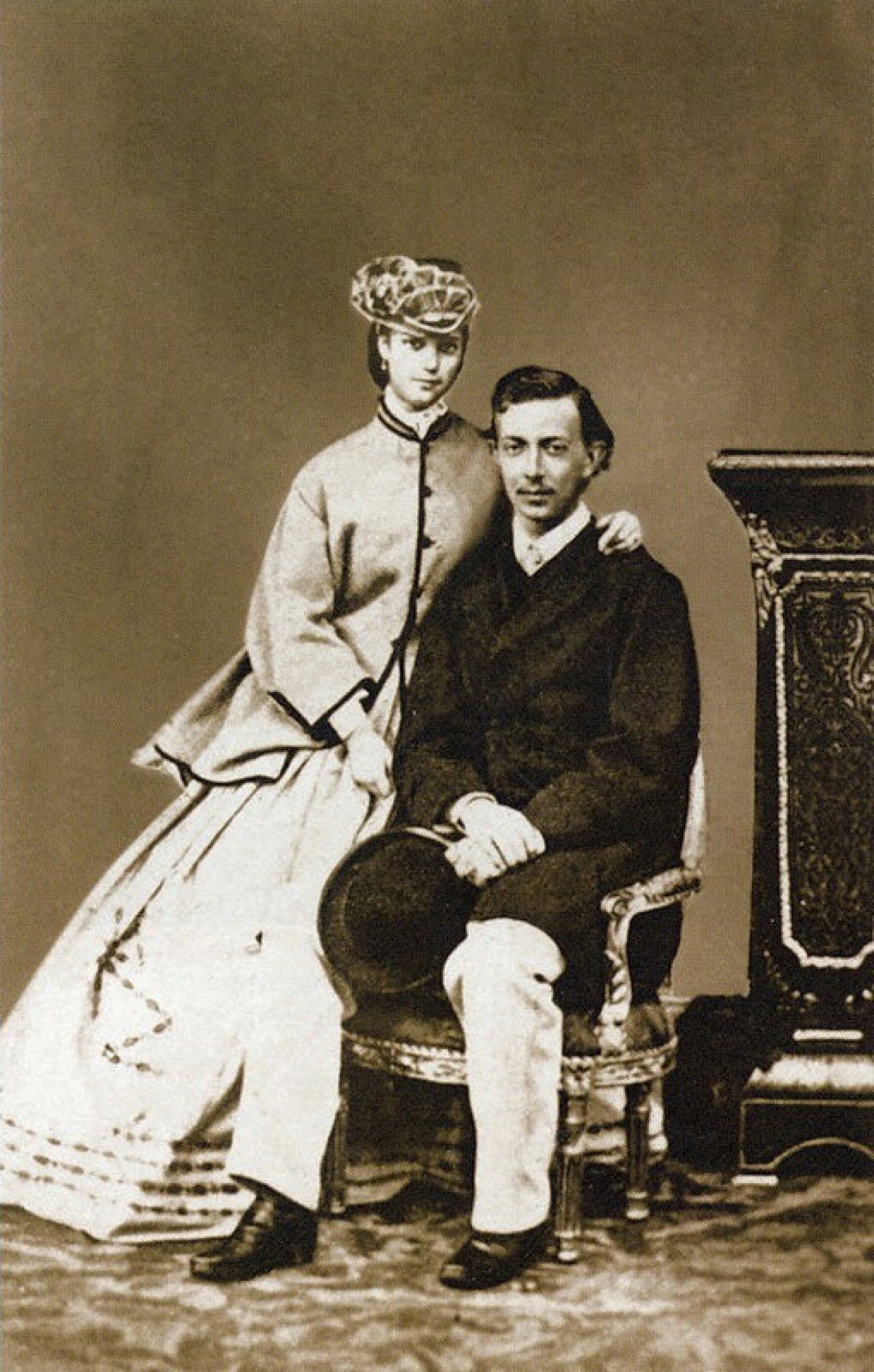
Принцеса Дагмар і її перший наречений цесаревич Микола, 1864 рік.

У 1864 році російська імператриця Марія Олександрівна оголосила, що її син відвідає Данію, і влітку Микола, або «Нікса», як його звали в родині, прибув до палацу Фреденсборг, де зупинялася данська королівська родина. Микола ніколи не зустрічався з Дагмар, але протягом багатьох років збирав її фотографії, і обидві родини хотіли цього одруження. Коли вони зустрілися, Дагмар і Микола були взаємно захоплені, і Микола написав своїй матері:
Я приїхав сюди як у лихоманці (...) Я не можу описати вам, що на мене найшло, коли ми під'їхали до Фреденборгу і я нарешті побачив милу Дагмар. Як я можу її описати? Вона така красива, безпосередня, розумна, досвідчена і водночас сором'язлива. В реальності вона ще красивіша, ніж на фотографіях, які ми бачили до цього часу.
Щоб просити про дозвіл свого батька після повернення до Росії, 28 вересня 1864 року в садах палацу Бернсторф Микола зробив Дагмар пропозицію і отримав згоду. Про заручини було оголошено в палаці Бернсторф пізніше того ж дня. Її майбутня свекруха Марія Олександрівна (Марія Гессенська) подарувала їй намисто з шестиниткових перлин, а Микола — діамантовий браслет. Всього подарунки на заручини, отримані Дагмар від майбутніх свекрух, обійшлися в 1,5 мільйона рублів.
Заручини були популярні в обох країнах і водночас забезпечили кращі зв'язки данської королівської родини. Заручини відбулися під час Другої Шлезвізької війни між Данією з одного боку та Пруссією та Австрією з іншого, а під час мирних переговорів після війни в жовтні 1864 року Дагмар безуспішно просила свого майбутнього тестя допомогти Данії проти Пруссії над спірною територією Шлезвіг-Гольштейн. У листі вона просила Олександра II, царя Росії: «Використайте свою владу, щоб пом'якшити жахливі умови, які німці жорстоко змусили тата прийняти… Сумне становище моєї батьківщини, яке обтяжує моє серце, надихнуло мене звернутися до Вас». Вважається, що вона зробила це за згодою батьків, але невідомо, чи було це на їхнє бажання. Її звернення було марним, але з цього моменту вона стала відомою своїми антипрусськими поглядами.

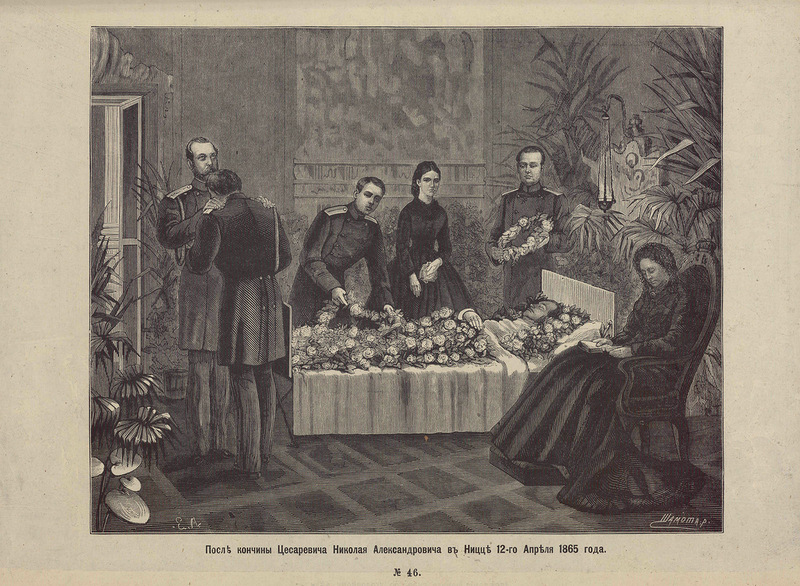
Смертне ложе царевича Миколи.

Коли Микола продовжував свою подорож до Флоренції, протягом місяців Дагмар і Микола щодня обмінювалися любовними листами. Коли він захворів, Микола надсилав менше листів, і Дагмар дражниливо запитала його, чи не закохався він у «темнооку італійку». У квітні Микола тяжко захворів на цереброспінальний менінгіт. Російський цар Олександр II надіслав Дагмар телеграму: «Микола прийняв поминання. Молися за нас і прибудь, якщо можеш». 22 квітня 1865 року Микола помер у присутності своїх батьків, братів і Дагмар. Його останнім бажанням було те, щоб Дагмар стала дружиною його молодшого брата, майбутнього Олександра III.
Смерть Миколи спустошила Дагмар. Батьки Миколи намагалися «відтягнути принцесу Дагмар від трупа і винести її». Повернувшись на батьківщину, вона була настільки розбита серцем, що рідні серйозно стурбувалися її здоров'ям. Вона вже емоційно прив'язалася до Росії і часто думала про величезну, віддалену країну, яка мала стати її домом. Багато хто симпатизував Дагмар. Принцеса Мері Аделаїда Кембриджська писала про «смуток бідолашної Мінні та біду, яка впала на її молоде життя». Королева Вікторія написала: «Як жахливо для бідної Дагмар… бідні батьки та наречена заслуговують глибокого жалю».

### Другі заручини та шлюб

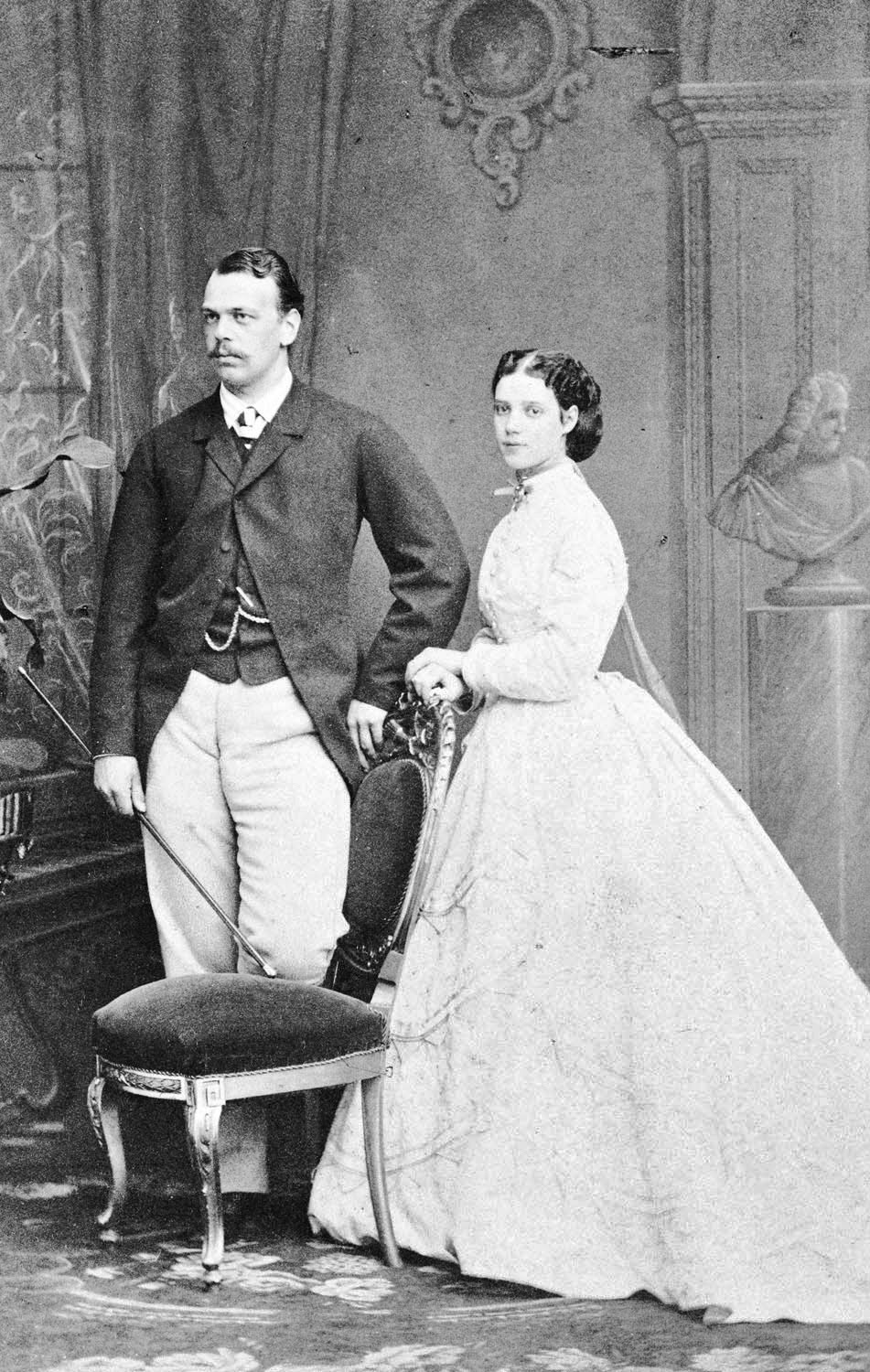
Принцеса Дагмар і її другий наречений, царевич Олександр

Олександр II та Марія Олександрівна полюбили Дагмар і хотіли, щоб вона стала дружиною їх нового спадкоємця, царевича Олександра. У ніжному листі Олександр II сказав Дагмар, що сподівається, що вона все ще вважатиме себе членом їхньої родини. Марія Олександрівна намагалася переконати Луїзу Гессен-Кассельську негайно відправити Дагмар до Росії, але Луїза наполягала на тому, що Дагмар повинна «зміцнити свої нерви… [і] уникати душевних розладів». Дагмар, яка щиро оплакувала Миколу, і Олександр, який був закоханий у фрейліну своєї матері Марію Мещерську і, щоб одружитися з нею, намагався зректися свого місця спадкоємця престолу, спочатку були неохочі до новго союзу. Однак під тиском батьків Олександр вирішив поїхати до Данії.
У червні 1866 року царевич Олександр разом зі своїми братами великим князем Володимиром і великим князем Олексієм прибув до Копенгагена. Переглядаючи фотографії Миколи, Олександр запитав Дагмар, чи «може вона любити його після того, як любила Ніксу, якому вони обоє були віддані». Вона відповіла, що не може любити нікого, крім нього, бо він був дуже близький зі своїм братом. Олександр згадував, що «ми обоє розплакалися… [і] я сказав їй, що мій дорогий Нікса дуже допоміг нам у цій ситуації і що тепер, звичайно, він молиться про наше щастя». 17 червня під час пікніка на пляжі в Геллебеку на узбережжі протоки Ересунн біля Ельсінора він зробив їй пропозицію і отримав згоду. Про заручини було оголошено 23 червня у палаці Фреденсборг. І Дагмар, і Олександр швидко прийняли перспективу побратися, і незабаром їх описали як щиро взаємозахоплених.

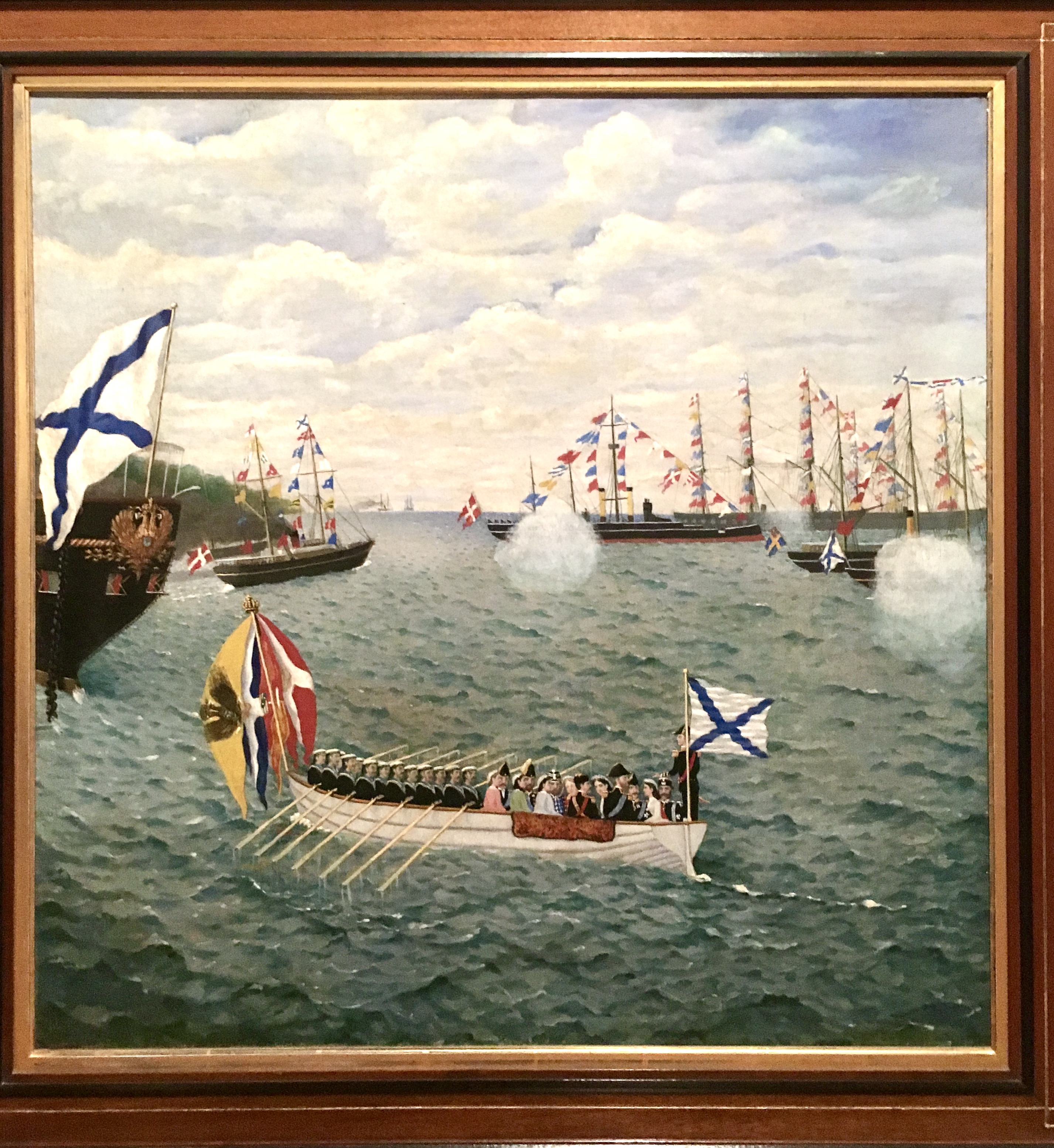
Весільна делегація в данській гавані, 1866 рік

Напередодні від'їзду Дагмар до Росії в Копенгагені відбулося багато святкових подій. 22 вересня 1866 Дагмар покинула місто на борту датської королівської яхти Slesvig у супроводі броньованого фрегата Peder Skram у супроводі свого брата, кронпринца Фредеріка. Ганс Крістіан Андерсен, якого час від часу запрошували розповідати історії Дагмар та її братам і сестрам, коли вони були дітьми, був серед натовпу, який стікався до набережної, щоб її провести. Письменник зазначав у своєму щоденнику: «Вчора на набережній, проходячи повз мене, вона зупинилася і взяла мене за руку. Мої очі були повні сліз. Яка бідна дитина! Господи, будь ласкавий і милосердний до неї! Кажуть, що в Петербурзі є блискучий двір і царська сім'я хороша, але все-таки вона прямує в незнайому країну, де інші люди і інша релігія, і де не буде поруч з нею нікого з колишніх знайомих».

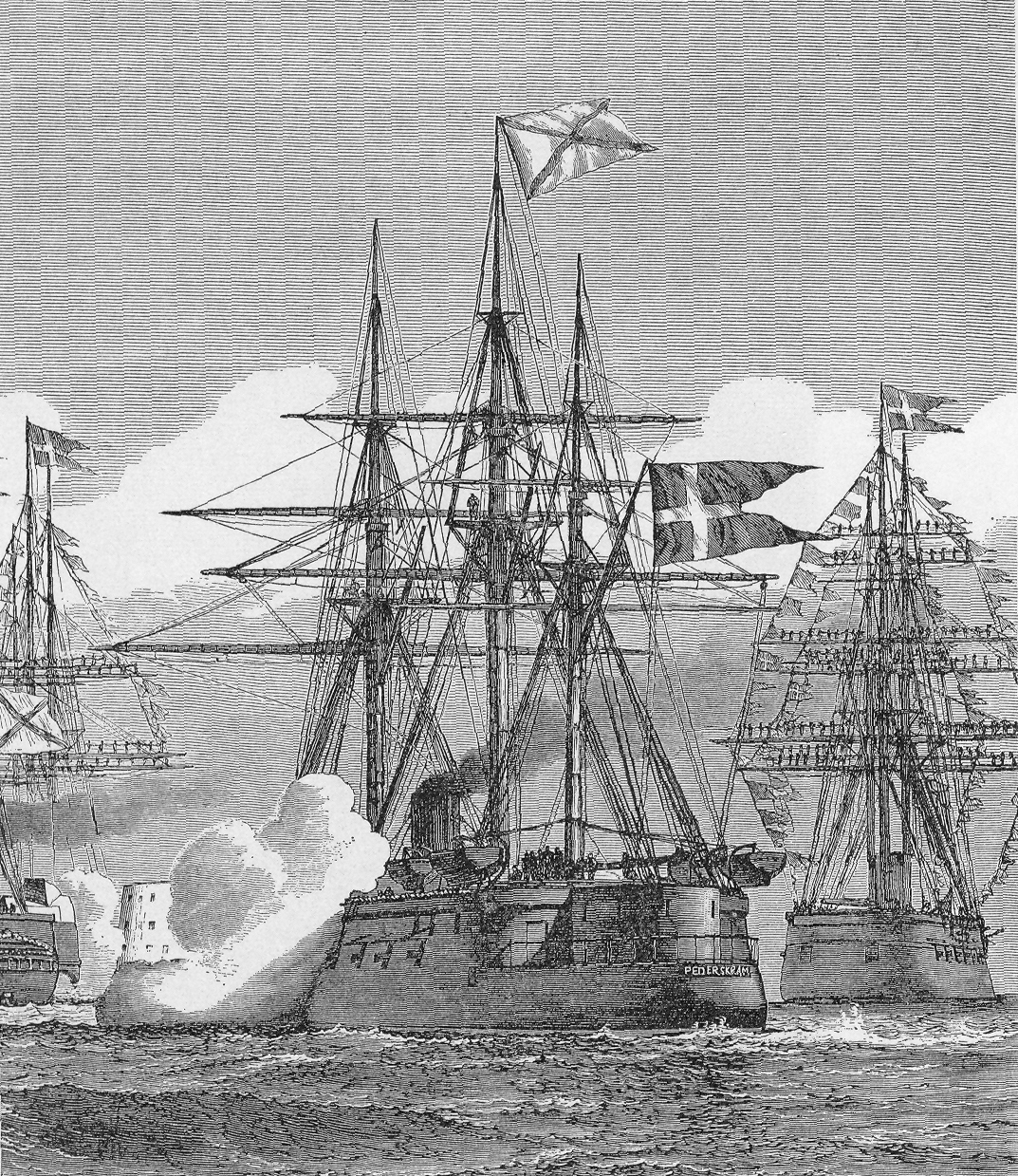
Данський броньований фрегат Peder Skram, який супроводжував принцесу Дагмар до Росії, показаний тут, у Кронштадті у вересні 1866 року.

У Кронштадті Дагмар тепло зустрів брат імператора Великий князь Костянтин Миколайович і супроводив до Санкт-Петербурга, де 24 вересня її зустріли її майбутня свекруха та невістка. Погода цього вересневого дня була майже літньою з температурою понад 20 градусів, про що зазначив поет Федір Тютчев у вітальному вірші, присвяченому приїзду княгині: «Небо голубе…». 29 числа вона здійснила свій офіційний в'їзд до російської столиці, одягнена в російський національний костюм синьо-золотих кольорів, і поїхала з імператрицею в Зимовий палац, де її представили російській публіці на балконі. Катерина Радзивілл описувала цю подію так: «Рідко яку іноземну принцесу зустрічали з таким ентузіазмом… з того моменту, як вона ступила на російську землю, їй вдалося завоювати до себе всі серця. Її посмішка, чудовий спосіб, яким вона кланялася натовпу…, негайно заклали основу … популярності».

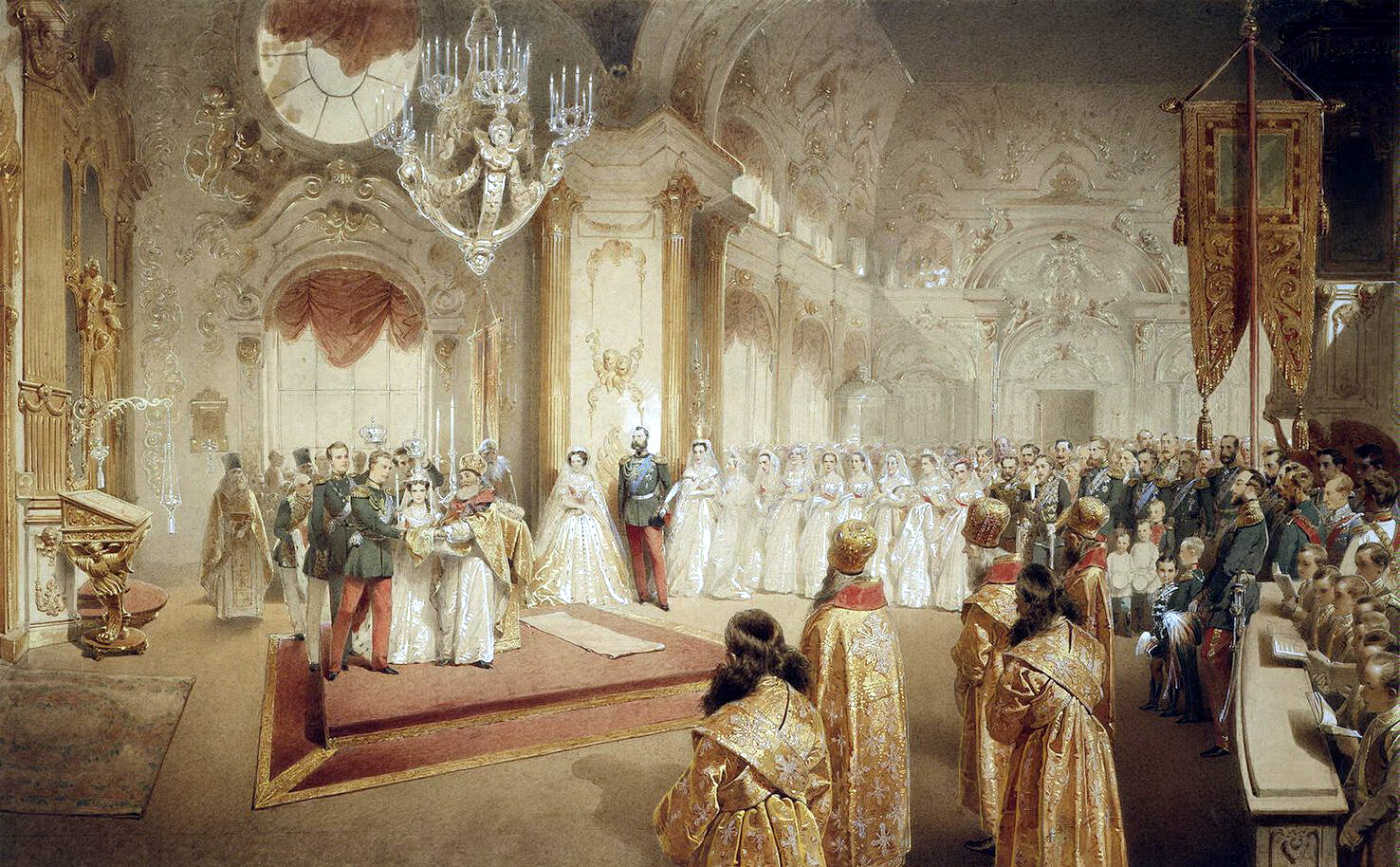
Весілля Олександра та Марії Федорівни в 1866 році, художник Міхай Зічі (1867).

Протягом наступних тижнів Дагмар навчалася російському придворному етикету. 24 жовтня [за старим стилем 12 жовтня] 1866 року вона прийняла православ'я і наступного дня стала великою княгинею російською Марією Федорівною. Однак при російському дворі, де французька була практично першою мовою, її часто називали «Марі». Пишне весілля відбулося 9 листопада [за старим стилем 28 жовтня] 1866 року в Імператорській каплиці Зимового палацу в Санкт-Петербурзі. Фінансові обмеження не дозволили її батькам бути присутніми на весіллі, і замість них вони послали її брата, кронпринца Фредеріка. Її шурин, принц Вельський, також приїхав до Санкт-Петербурга на церемонію; вагітність не дозволила прибути принцесі Вельській. Після шлюбної ночі Олександр записав у своєму щоденнику: «Я зняв свої тапочки і розшитий сріблом халат і відчув тіло коханої поруч зі мною… Що я відчував тоді, я не хочу тут описувати. Після цього ми довго говорили».

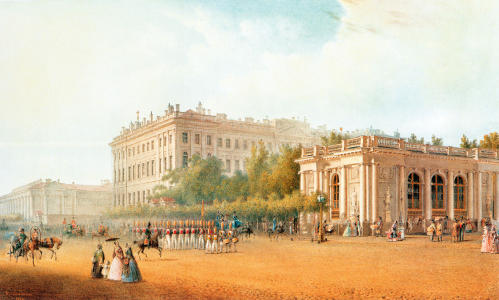
Анічков палац 1862 року

Після багатьох весільних вечірок молодята переїхали в Аничков палац у Санкт-Петербурзі, де вони мали жити наступні 15 років, коли вони не брали тривалих відпусток на літній віллі Лівадія на Кримському півострові. Незважаючи на те, що їхні стосунки почалися за таких дивних обставин, у Марії та Олександра був виключно щасливий шлюб, і протягом майже тридцяти років шлюбу подружжя зберегли щиру відданість один одному. Вона була широко визнана як «єдина людина на землі, якій самодержець всієї Русі справді довіряє. У своїй ніжній дружині він має безмежну довіру». Незважаючи на свої антиросійські настрої, королева Вікторія схвально писала про шлюб Марії та Олександра. Вона написала, що «[Марія] здається цілком щасливою і задоволеною своїм товстим, добродушним чоловіком, який, здається, набагато уважніший і добріший до неї, ніж можна було б подумати…. Я думаю, що вони дуже домашні, щасливі і прив'язані один до одного; він дуже хороший чоловік».

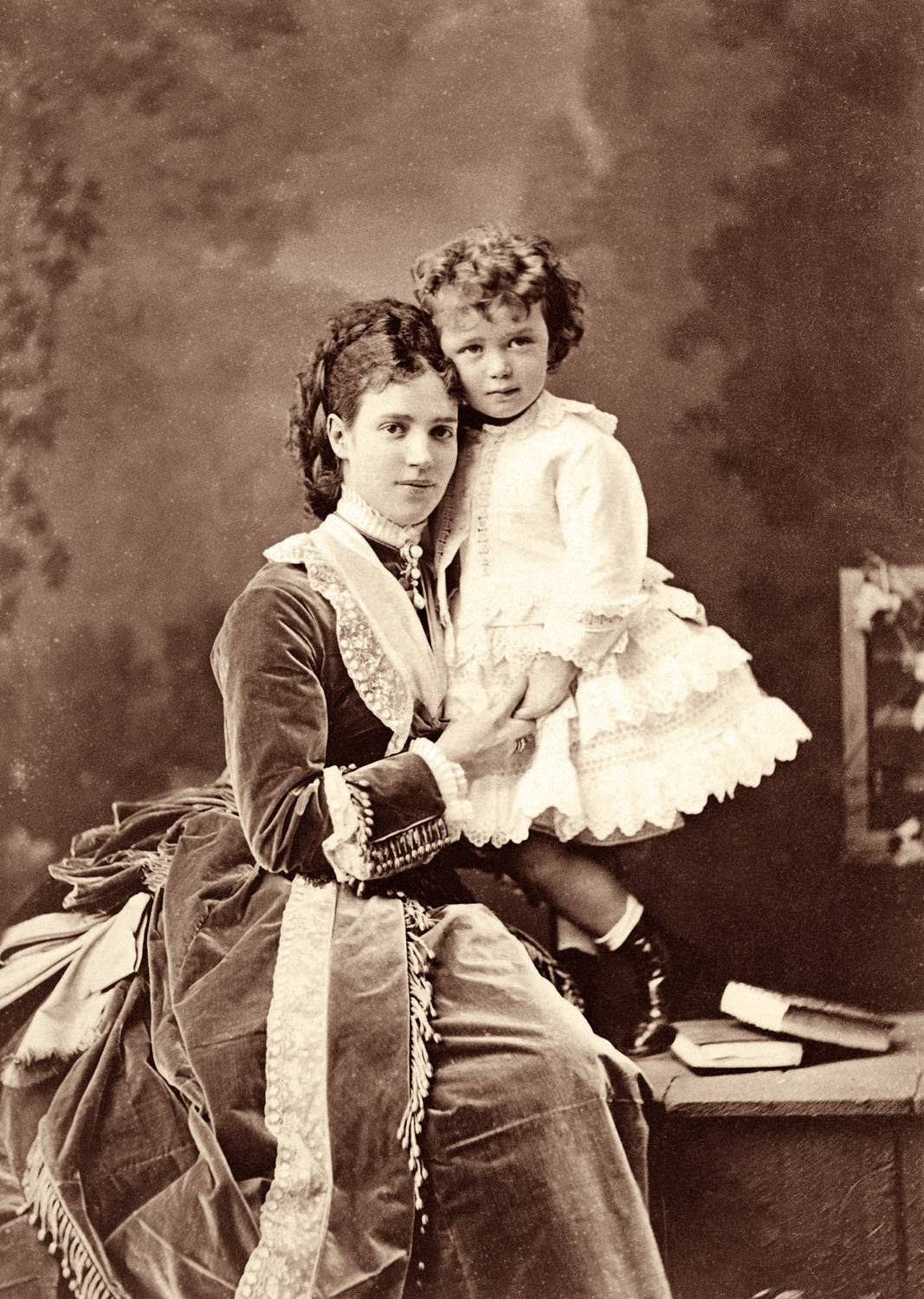
Марія Федорівна з сином Великим Князем Миколою у віці двох років у 1870 році

18 травня 1868 року в Олександрівському палаці в Царському Селі на південь від Санкт-Петербурга Марія народила їхню старшу дитину, Миколу, майбутнього Миколу II. У своєму щоденнику тодішній царевич Олександр записав знаменну подію народження первістка,
Близько 12.30 моя дружина прийшла до спальні і лягла на кушетку, де вже все було підготовлено. Болі ставали все сильнішими і сильнішими, і Мінні дуже страждала. Тато ... допомагав мені весь час тримати мою донечку. Нарешті, о 2.30 настала остання хвилина, і раптом всі її страждання припинилися. Бог послав нам сина, якого ми назвали Ніколасом. Яка це була радість! Неможливо навіть уявити. Я кинувся обіймати свою кохану дружину, і вона вмить повеселішала і була страшенно щаслива. Я плакав, як дитина, але раптом на серці стало легко і радісно.
При народженні первістка Олександра і Марії була присутня вся імператорська родина. У листі до своєї матері, королеви Луїзи, царівна писала:
.. це мене дуже турбувало! Імператор тримав мене за одну руку, мій Сашко - за іншу, а імператриця час від часу цілувала мене.
Її наступний син, Олександр, народився в 1869 році, але помер від менінгіту в дитинстві. Вона народить Олександру ще чотирьох дітей, які досягли повноліття: Георгія (1871 р.н.), Ксенію (1871 р.н.). 1875 р.), Михайла (1878 р. н.) та Ольгу (1882 р. н.). Як мати, вона любила своїх синів і була дуже власницькою. З доньками у неї були більш віддалені стосунки. Її улюбленою дитиною був Георгій, а Ольга і Михайло були ближче до батька. Вона була поблажливою до Георга і ніколи не могла покарати його за його пустощі. Її дочка Ольга згадувала, що «мама мала до нього велику слабкість».

## Царівна
Оскільки її свекруха, імператриця Марія Олександрівна, була слабкого здоров'я і за станом здоров'я тривалий час проводила за кордоном, Марії Федорівні часто доводилося виконувати роль першої леді двору. У неї були не найкращі умови, щоб стати популярною в Росії, оскільки більшість росіян не любили, що вона одружилася з Олександром після перших заручин з його братом. Однак вона швидко подолала цю перешкоду і стала улюбленицею російської публіки, популярність якої вона ніколи не втрачала. Рано вона поставила своїм пріоритетом вивчення російської мови та намагання зрозуміти росіян. Баронеса Едіта фон Раден писала, що «Царівна формує справжню, гарячу симпатію до тієї країни, яка приймає її з таким ентузіазмом». У 1876 році вона та її чоловік відвідали Гельсінкі та були зустрінуті радісними вигуками, більшість з яких були «спрямовані до дружини спадкоємця».
Марія рідко втручалася в політику, вважаючи за краще присвячувати свій час і енергію своїй сім'ї, благодійності та більш соціальному аспекту її посади. Вона також бачила студентські протести в Києві та Санкт-Петербурзі в 1860-х роках, і коли міліція била студентів, студенти підбадьорювали Марію Федорівну, на що вона відповідала: «Вони були досить лояльні, підбадьорювали мене. Чому ви дозволяєте поліції поводитися з ними так жорстоко?» Її єдиним винятком з офіційної політики були її войовничі антинімецькі настрої через анексію данських територій Пруссією в 1864 році, настрої також висловлювала її сестра Олександра. Про цю політику князь Горчаков зауважив, що «ми віримо, що Німеччина не забуде, що і в Росії, і в Англії [sic] датська принцеса ступає на сходинку престолу».
Марія організувала шлюб між своїм братом Георгієм I Грецьким та двоюрідною сестрою імператора Ольгою Костянтинівною Російсько. Коли у 1867 році Георгій відвідав Санкт-Петербург, вона вигадала, щоб він проводив час з Ольгою. Вона переконала батьків Ольги в підтримці кандидатурі брата. У листі її батько Крістіан IX Данський похвалив її за спритність організації шлюбу: «Де ти, маленька шахрайко, коли-небудь навчилася так добре плести інтриги, відколи ти багато працювала над своїм дядьком і тіткою, які… раніше були категорично проти такої партії».
Відносини Марії зі свекром Олександром II зіпсувалися через те, що вона не прийняла його другий шлюб з Катериною Долгоруковою. Вона відмовилася відпускати своїх дітей до другої дружини діда та його узаконених бастардів, чим викликала гнів Олександра. Вона зізналася Софії Толстій, що «між мною і Государем були тяжкі сцени, викликані моєю відмовою відпустити до нього своїх дітей». На прийомі в Зимовому палаці в лютому 1881 року вона відмовилася поцілувати Катерину і лише подала їй руку для поцілунку. Олександр II був розлючений і докоряв невістці: «Саша хороший син, а ти — безсердечна».
У 1873 році Марія, Олександр і двоє їхніх старших синів здійснили подорож до Сполученого Королівства. Імператорське подружжя та їхніх дітей розважали в Мальборо-хаус принц і принцеса Вельські. Королівські сестри Марія та Олександра порадували лондонську громадськість, одягаючись однаково на світські вечірки. Наступного року Марія та Олександр вітали принца та принцесу Вельських у Санкт-Петербурзі; вони приїхали на весілля молодшого брата принца, Альфреда, з великою княгинею Марією Олександрівною, донькою царя Олександра II і сестрою цесаревича.

## Імператриця Росії

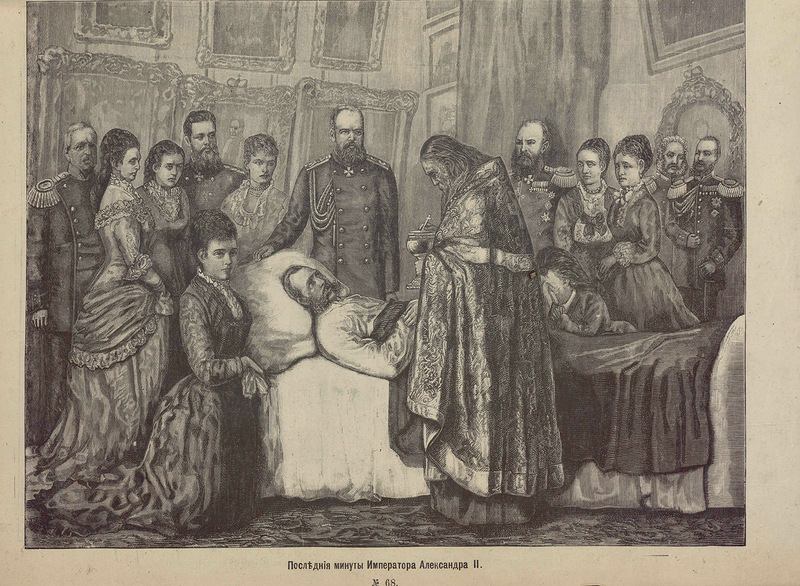
Марія Федорівна стоїть на колінах біля смертного ложа Олександра II. Пізніший рендеринг.

Вранці 13 березня 1881 року тесть Марії Олександр II був убитий бомбою, здійсненою революційною соціалістичною політичною організацією «Народна воля», коли він повертався до Зимового палацу з військового параду. Його ногу рознесло на шматки другою з двох бомб, і у своєму щоденнику Марія описала, як пораненого, ще живого імператора, доставили до палацу: «Його ноги були жахливо розчавлені й розірвані до колін; з половиною черевика на правій нозі, а на лівій залишилася тільки підошва». Олександр II помер від втрати крові через кілька годин. Після жахливої смерті свекра вона хвилювалася за безпеку чоловіка. У своєму щоденнику вона написала: «Наші найщасливіші та найбезтурботніші часи закінчилися. Мій мир і спокій зникли, тому що тепер я можу хвилюватися лише про Сашу». Її улюблена сестра, принцеса Вельська, і шурин, принц Вельський, залишилися в Росії на кілька тижнів після похорону.

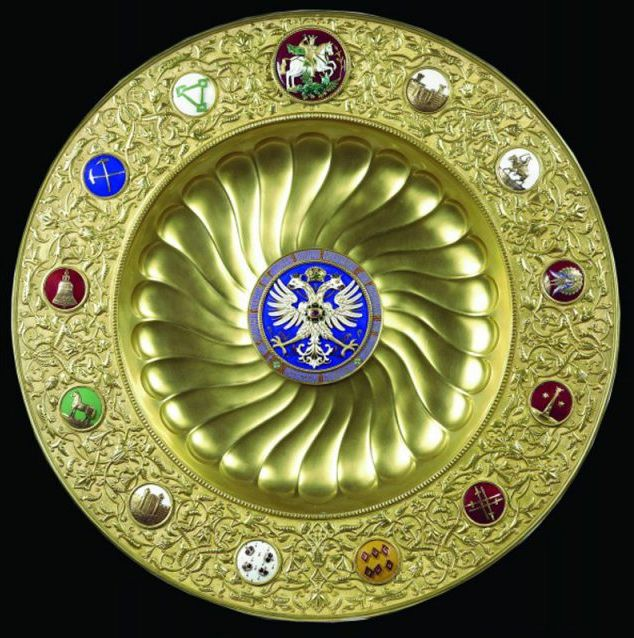
Позолочена срібна пластина на честь коронації імператора Олександра Олександровича та імператриці Марії Федорівни зі світової колекції емалей Халілі.

27 травня 1883 року в Успенському соборі Кремля в Москві були короновані Олександр і Марія. Напередодні коронації була розкрита велика змова, яка кинула пляму на свято. Проте, понад 8 000 гостей відвідали пишну церемонію. Через численні погрози на адресу Марії та Олександра III начальник поліції безпеки генерал Черевін незабаром після коронації закликав царя та його родину переїхати до Гатчинського палацу, більш безпечного місця за 50 кілометрів від Санкт-Петербурга. Величезний палац налічував 900 кімнат і був побудований Катериною II. Романови прислухалися до поради. Марія і Олександр III прожили в Гатчині 13 років, і саме тут виросли п'ятеро їхніх дітей, що вижили. Під посиленою охороною Олександр III і Марія здійснювали періодичні поїздки з Гатчини в столицю для участі в офіційних заходах, продовжуючи використовувати під час перебування там Анічков палац, а не Зимовий палац.

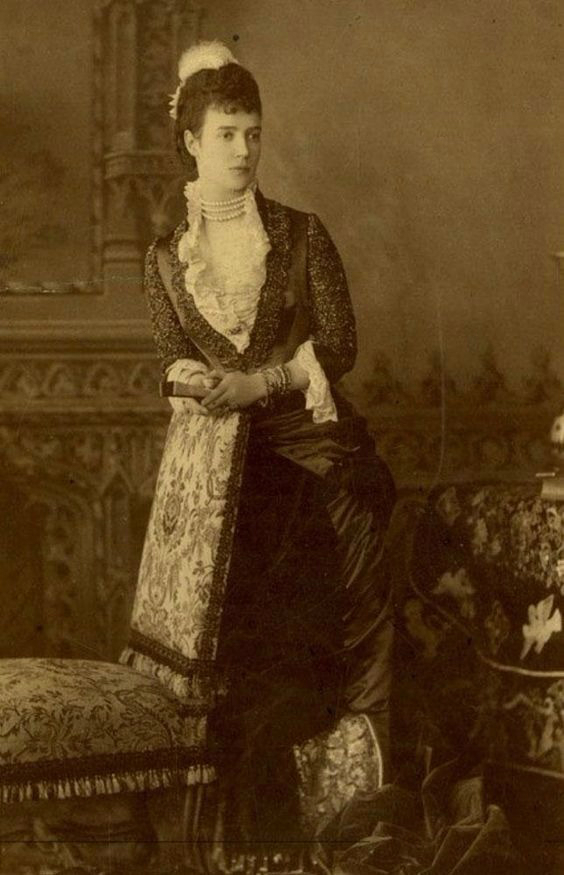
Імператриця всієї Росії, 1880-ті роки

Марія була всіма улюбленою імператрицею. Герцогиня Сесілія Мекленбург-Шверінська писала, що «постава Марії, її видатна і сильна особистість, а також розум, який сяяв на її обличчі, зробили її ідеальною фігурою королеви… Її надзвичайно любили в Росії, і всі мали довіри до неї… і [була] справжньою матір'ю для свого народу».
Марія брала активну меценатську діяльність. Чоловік називав її «Ангелом-охоронцем Росії». Будучи імператрицею, вона взяла на себе патронат над установами Марі, якими керувала її свекруха: вони охоплювали 450 благодійних установ. У 1882 році вона заснувала багато закладів під назвою Маріїнські школи, щоб дати молодим дівчатам початкову освіту. Також вона була покровителькою Російського Товариства Червоного Хреста. Під час епідемії холери наприкінці 1870-х років вона відвідувала хворих у лікарнях.

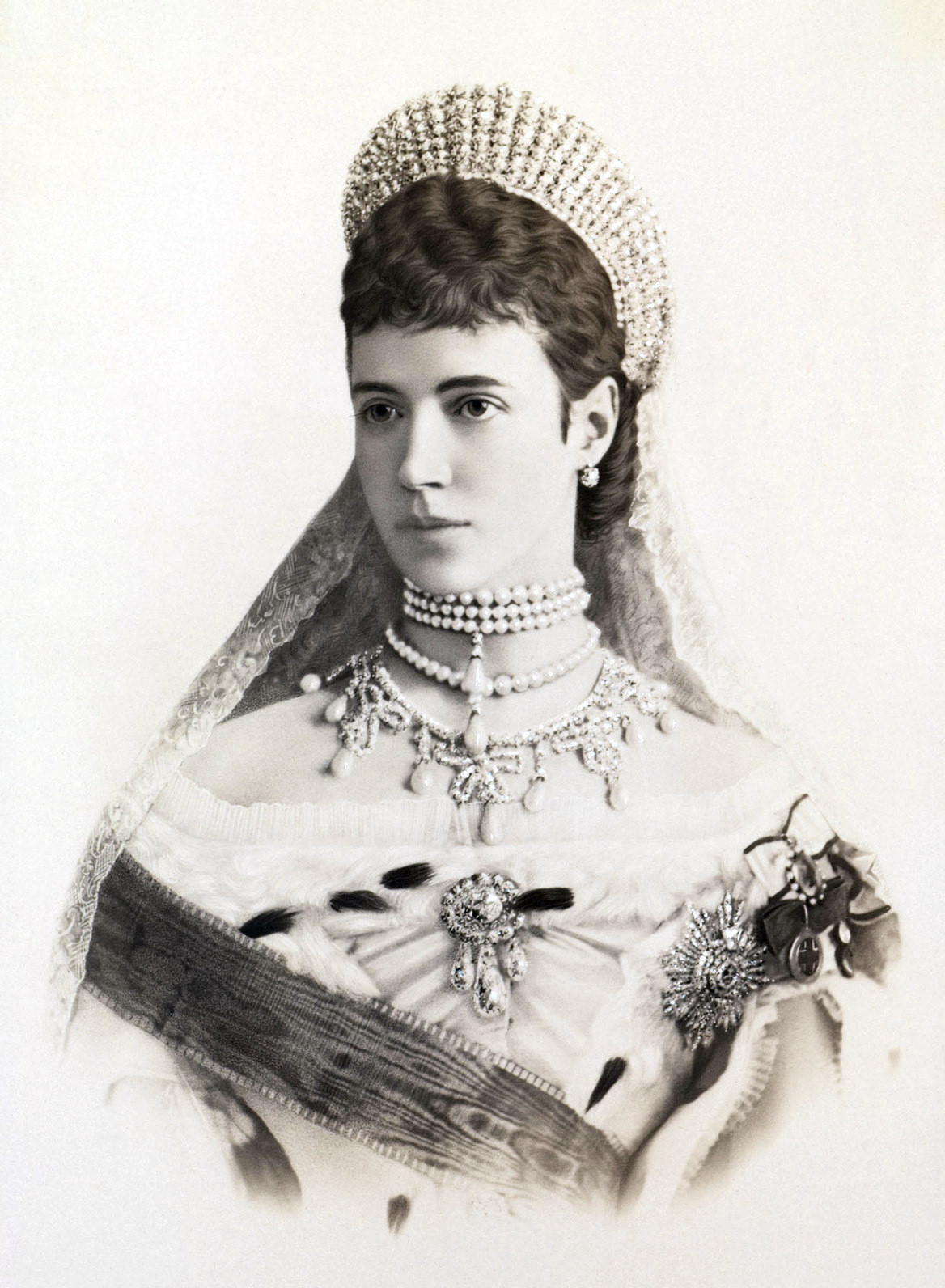
Російська імператриця Марія Федорівна, близько 1885 року

Марія була керівницею світської сцени. Вона любила танцювати на світських балах, стала популярною світською левицею і господинею імператорських балів у Гатчині. Її донька Ольга прокоментувала: «Придворне життя повинно було протікати блискуче, і там моя мама зіграла свою роль без жодного помилкового кроку». Сучасник відзначав її успіх: «з довгої галереї цариць, які засідали в Кремлі або ходили в Зимовому палаці, Марія Федорівна була, мабуть, найяскравішою». Раніше Олександр із задоволенням приєднувався до музикантів, хоча зрештою відсилав їх одного за іншим. Коли це сталося, Марія знала, що вечірка закінчилася.
Як царівна, а потім як цариця, Марія Федорівна мала щось на зразок соціального суперництва з популярною великою княгинею Марією Павлівною, дружиною свого російського шурина, великого князя Володимира. Це суперництво повторювало суперництво, яке поділяли їхні чоловіки, і загострило розкол у родині. Хоча вона знала, що не варто публічно критикувати великого князя та княгиню, Марія Федорівна називала Марію Павлівну їдким епітетом «Володимирська імператриця».

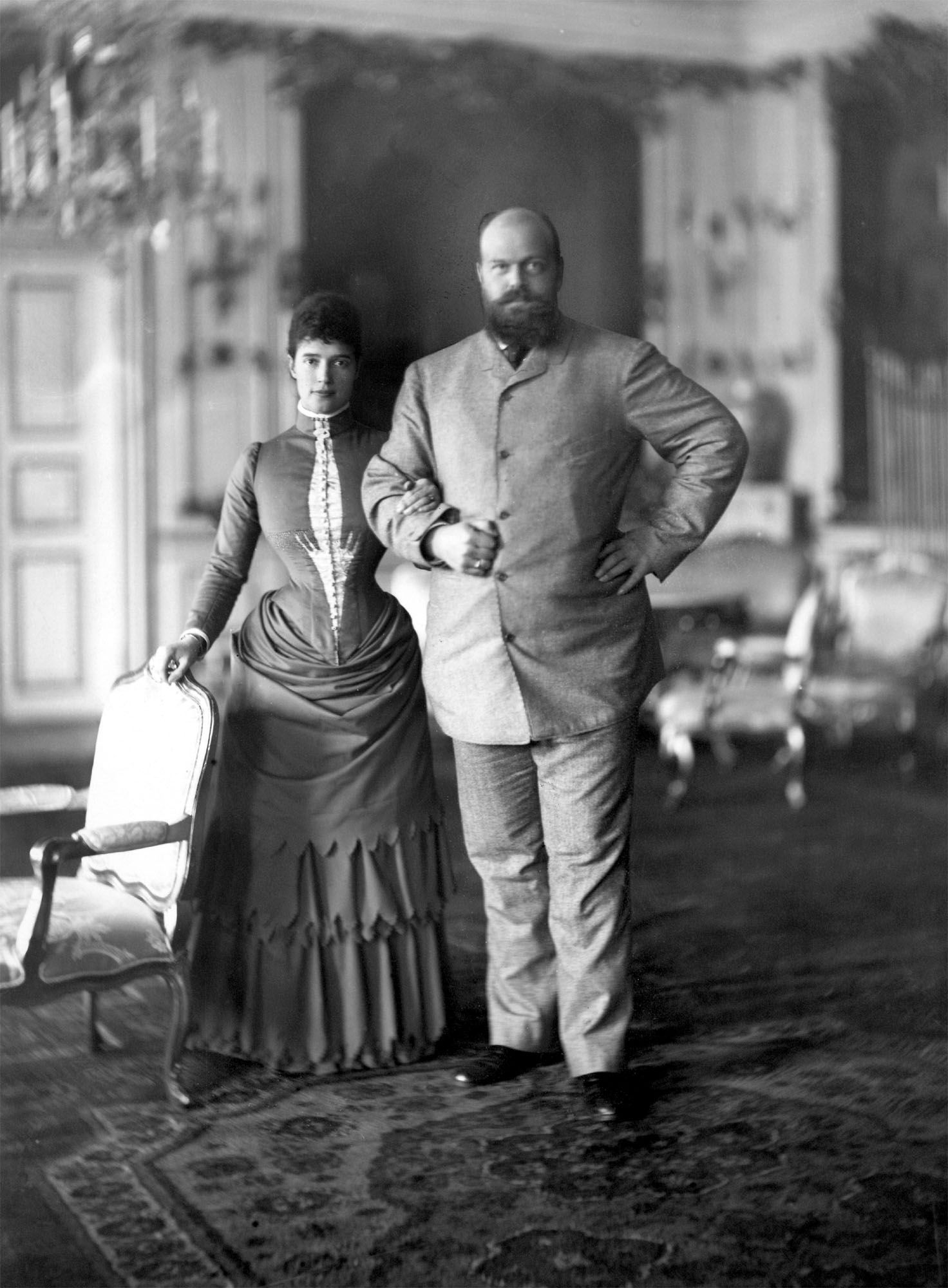
Імператриця Марія Федорівна та її чоловік імператор Олександр III в Данії в 1893 році

Майже кожного літа Марія, Олександр та їхні діти здійснювали щорічну поїздку до Данії, де її батьки, король Крістіан IX і королева Луїза, влаштовували сімейні зустрічі. Брат Марії, король Георг I, і його дружина, королева Ольга, приїжджали з Афін зі своїми дітьми, а принцеса Вельська, часто без чоловіка, приїжджала з кількома своїми дітьми з Сполученого Королівства. На відміну від суворої безпеки, яка спостерігалася в Росії, цар, цариця та їхні діти насолоджувалися відносною свободою, якою вони могли насолоджуватися в Бернсторфі та Фреденсборзі. Щорічні сімейні зустрічі монархів у Данії сприймалися в Європі як підозрілі, де багато хто припускав, що вони таємно обговорюють державні справи. Отто фон Бісмарк прозвав Фреденсборг «Шепчучою галереєю Європи» і звинуватив королеву Луїзу разом зі своїми дітьми в змові проти нього. Марія також мала добрі стосунки з більшістю своїх свекрух, і її часто просили бути посередницею між ними та царем. Зі слів її доньки Ольги: «Вона виявила себе надзвичайно тактовною зі свекрухами, що було непростим завданням».
Під час правління Олександра III противники монархії швидко зникли в підпіллі. Група студентів планувала вбити Олександра III у шосту річницю смерті його батька в Петропавлівському соборі в Санкт-Петербурзі. Змовники начинили динамітом видовбані книги, якими мали намір кинути в царя, коли той прибуде до собору. Однак російська таємна поліція розкрила змову ще до того, як її вдалося здійснити. П'ятеро студентів були повішені в 1887 році; серед них був Олександр Ульянов, старший брат Володимира Леніна.

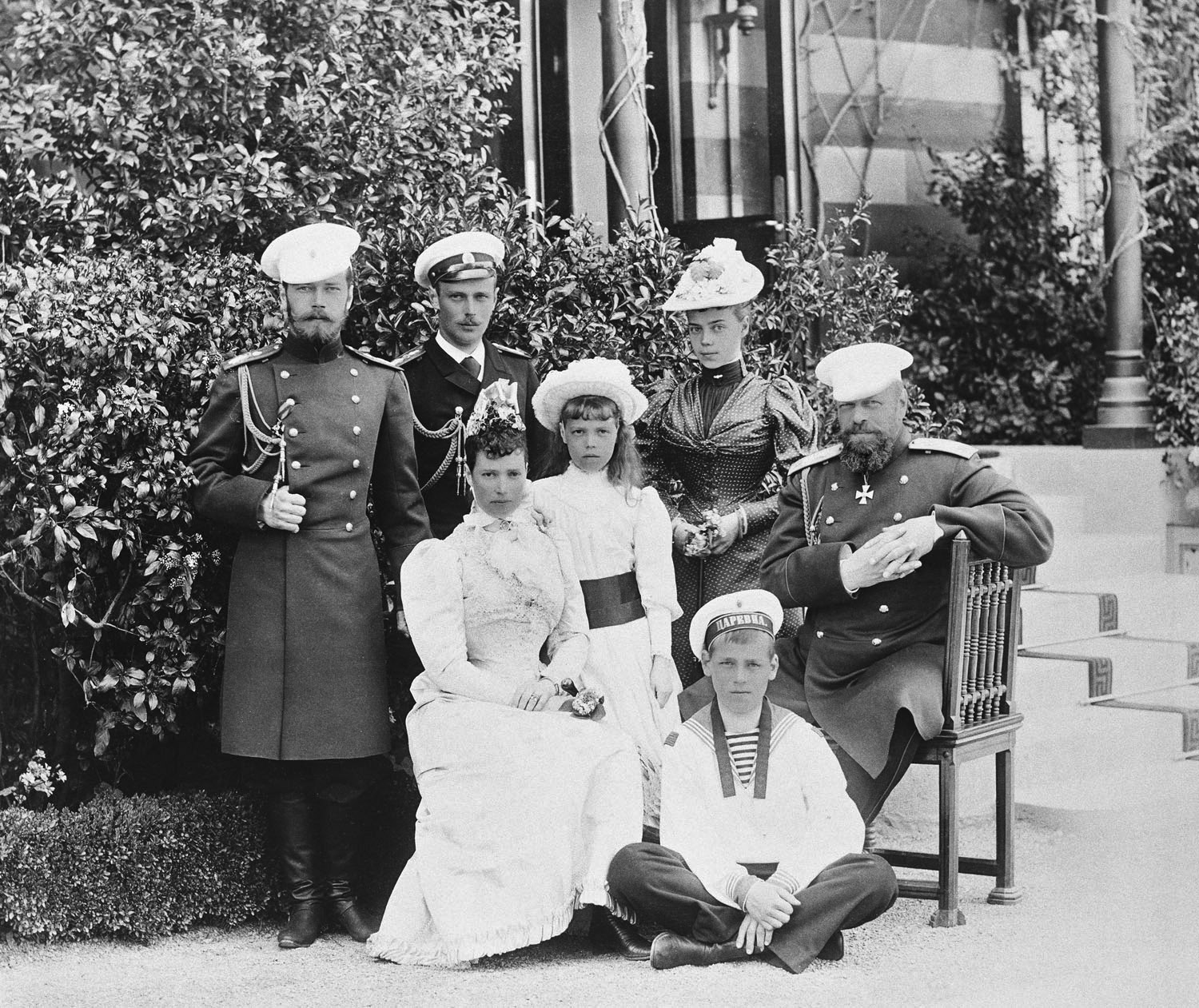
Імператорська сім'я за рік до смерті Олександра III. Зліва направо: царевич Микола, великий князь Георгій, імператриця Марія Федорівна, велика княгиня Ольга, велика княгиня Ксенія, великий князь Михайло, імператор Олександр III, Лівадія 1893 р.

Але найбільша загроза життю царя та його родини виходила не від терористів, а від сходження з рейок імператорського поїзда восени 1888 року. Марія та її родина обідали у вагоні-ресторані, коли потяг зіскочив з рейок і сповз з насипу, в результаті чого дах вагону-ресторану ледь не провалився.
Коли старша сестра Марії Олександра відвідала Гатчину в липні 1894 року, вона була здивована, побачивши, наскільки ослаб її зять Олександр III. Тоді Марія давно знала, що він хворий і йому залишилося недовго жити. Тепер вона звернула увагу на свого старшого сина, майбутнього Миколу II, адже від нього тепер залежало як її особисте майбутнє, так і майбутнє династії.
Микола давно мав намір одружитися з принцесою Алікс Гессенській та Рейнській, улюбленій онуці королеви Вікторії. Незважаючи на те, що вона була їх хрещеною дитиною, ні Олександр III, ні Марія не схвалили шлюб. Микола підсумував ситуацію так: «Я хочу рухатися в одному напрямку, і зрозуміло, що мама хоче, щоб я рухався в іншому — я мрію одного дня одружитися з Алікс». Марія та Олександр вважали Алікс сором'язливою та дещо дивною. Вони також були стурбовані тим, що молода принцеса не володіла правильним характером, щоб бути імператрицею Росії. Батьки Миколи знали Алікс у дитинстві та склали враження, що вона була істеричною та неврівноваженою, що, можливо, було пов'язано з втратою її матері та молодшої сестри Марі від дифтерії, коли їй було лише шість років. Лише коли здоров'я Олександра III почало піддаватися, вони неохоче дали дозвіл Миколі зробити пропозицію.

## Імператриця-вдова

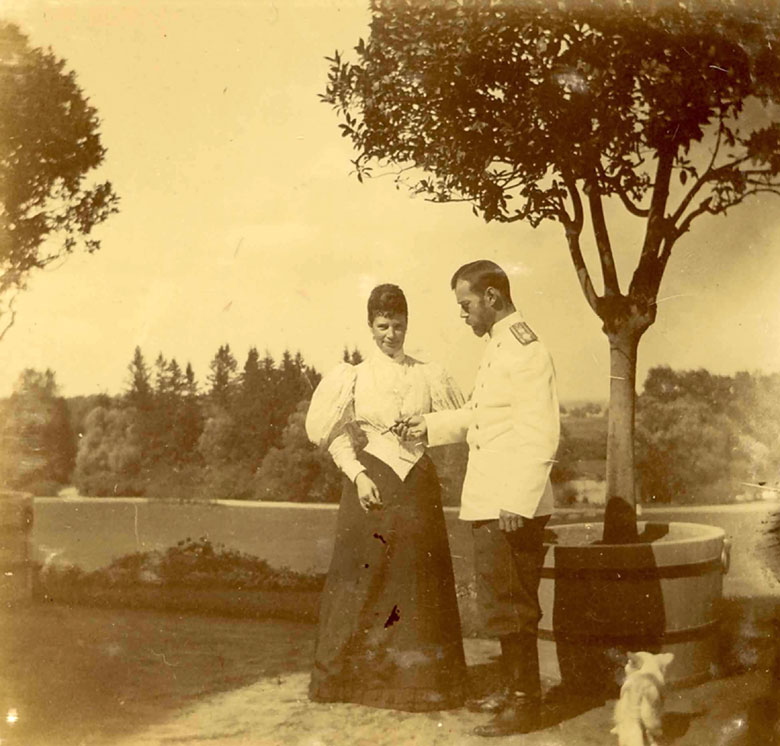
Імператор Микола II і його мати вдова-імператриця Марія Федорівна в 1896 році.

1 листопада 1894 року у Лівадії у віці 49 років помер Олександр III. У своєму щоденнику Марія написала: «Я дуже розбита серцем і розчарована, але коли я побачила блаженну усмішку та мир на його обличчі, які з'явилися після цього, це додало мені сил». Через два дні до Лівадії з Лондона прибули принц і принцеса Вельські. У той час як принц Вельський взяв на себе зобов'язання брати участь у підготовці до похорону, принцеса Вельська проводила свій час, втішаючи скорботну Марію, зокрема молилася з нею та спала біля її ліжка. День народження Марії Федорівни був через тиждень після похорону, і оскільки це був день, коли придворний траур можна було дещо пом'якшити, Микола використав цей день, щоб одружитися з Алікс Гессен-Дармштадтською, яка взяла ім'я Олександри Федорівни.
Як вдова-імператриця Марія була набагато популярнішою, ніж Микола чи Олександра. Під час коронації сина в травні 1896 року вона, Микола й Олександра прибули в окремих вагонах. Її зустріли «майже оглушливими» оплесками. Запрошена письменниця Кейт Кул зазначила, що вона «викликала більше підбадьорення людей, ніж її син. У людей було тринадцять років, щоб знати цю жінку, і вони навчилися її дуже любити». Річард Гардінг Девіс, американський журналіст, був здивований тим, що її «вітали голосніше, ніж імператора чи царицю». Як тільки смерть Олександра III відступила, Марія знову набула яскравішого погляду на майбутнє. «Все буде добре», як вона сказала. Марія продовжувала жити в Аничковому палаці в Петербурзі і в Гатчинському палаці.
Оскільки новий імператорський потяг був побудований до коронації Миколи II, «Тимчасовий імператорський потяг» Олександра III (складений з вагонів, що пережили катастрофу в Борках, і кількох переобладнаних стандартних пасажирських вагонів) було передано в особисте користування вдовуючої імператриці.
У перші роки правління сина Марія часто виступала політичнию радницею царя. Не впевнений у власних здібностях і знаючи про її зв'язки та знання, цар Микола II часто казав міністрам, що запитає в неї поради, перш ніж приймати рішення, і міністри іноді самі це пропонували. Як повідомляється, за її порадою Микола спочатку утримував міністрів свого батька. Сама Марія оцінювала, що її син слабохарактерний і краще, щоб він потрапив під її вплив, ніж когось гіршого. Її донька Ольга зазначала про її вплив: «вона ніколи раніше не проявляла найменшого інтересу… тепер вона відчувала це своїм обов'язком. Її особистість була магнетичною, а її запал діяльності був неймовірним. Вона тримала руку на кожному освітньому пульсі в імперії. Вона працювала зі своїми секретарями вщент, але не шкодувала себе. Навіть коли їй було нудно в комітеті, вона ніколи не виглядала нудно. Її манера і, перш за все, її такт підкорювали всіх». Після смерті чоловіка Марія переконалася, що Росії потрібні реформи, щоб уникнути революції. За словами придворного Пауля Бенкендорфа, була сцена, коли Марія просила свого сина не призначати консерватора Віктора фон Валя міністром внутрішніх справ: «під час якої [вдова імператриця] мало не кинулася йому [цареві] на коліна, благаючи його не призначати це призначення і вибрати того, хто міг би піти на поступки. Вона сказала, що якщо Микола не погодиться, то вона „поїде в Данію, а потім без мене тут нехай тобі голову крутять“». Микола справді призначив свого улюбленого кандидата, і вона, як повідомляється, сказала своєму протеже, ліберальному реформісту Петру Святополк-Мирському погодитися, сказавши: «Ви повинні виконати бажання мого сина; якщо ви це зробите, я вас поцілую». Однак після народження сина у царя того ж року Микола II замінив свою матір як політичну довірену і радницю своєю дружиною, імператрицею Олександрою.
Онук Марії Федорівни, князь Фелікс Юсупов, відзначав, що вона мала великий вплив у родині Романових. Сергій Вітте високо оцінив її такт і дипломатичний хист. Проте, незважаючи на свій соціальний такт, вона погано ладнала зі своєю невісткою, царицею Олександрою, вважаючи її відповідальною за багато бід, які спіткали її сина Миколу та Російську імперію загалом. Вона була вражена нездатністю Олександри завоювати прихильність публіки, а також тим, що вона народила спадкоємця майже через десять років після одруження, народивши чотирьох дочок. Той факт, що звичай російського двору вимагав, щоб вдова-імператриця мала перевагу над дружиною-імператрицею, в поєднанні з власницьким ставленням Марії до своїх синів та її ревнощами до Олександри лише посилили напруженість між свекрухою та невісткою. Софія Буксгевден зазначила про цей конфлікт: «Без справжнього зіткнення вони, здавалося, були принципово неспроможними … зрозуміти одна одну», а її донька Ольга прокоментувала: «вони намагалися зрозуміти одна одну і не змогли. Вони були абсолютно різними за характером, звичками і світоглядом». Марія була товариською і гарною танцюристкою, вміла залицятися до людей, а Олександра, хоч і була розумною і красивою, була дуже сором'язливою і закривалася від російського народу.

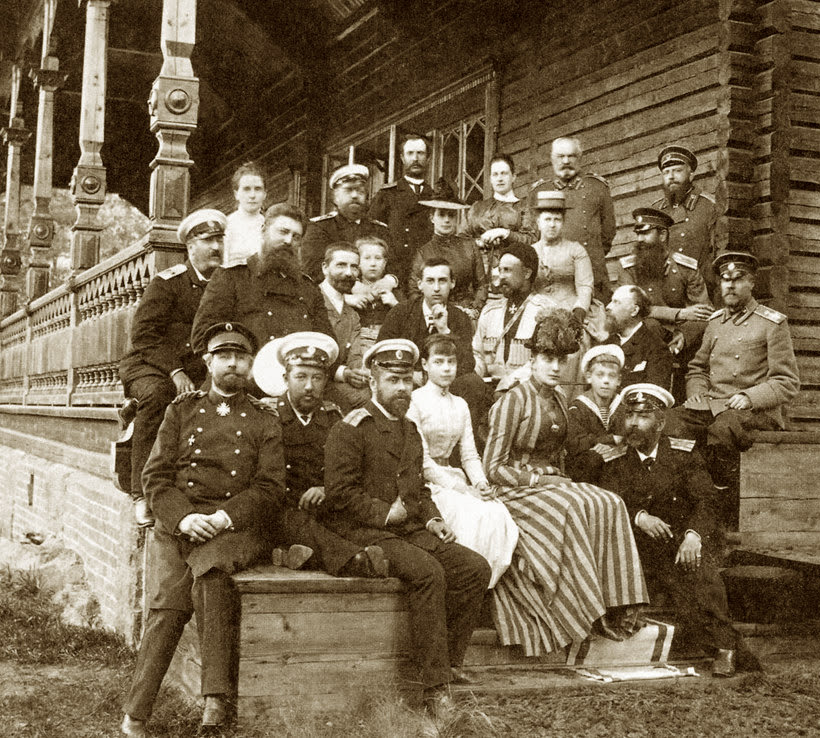
Імператор Олександр III і імператриця Марія Федорівна в сімейному колі на ганку свого будинку в Лангінкоскі в Котці, Фінляндія

На початку XX століття Марія все більше часу проводила за кордоном. У 1906 році, після смерті свого батька, короля Кристіана IX, вона та її сестра Олександра, яка стала королевою-консортом Сполученого Королівства в 1901 році, придбали віллу Хвідоре. Наступного року зміна політичних обставин дозволила Марії Федорівні приїхати в Англію до короля Едуарда VII ти королеви Олександру, що стало першим візитом Марії до Англії з 1873 року. Після візиту на початку 1908 року Марія Федорівна була присутня під час візиту свого швагра та сестри до Росії того літа. Трохи менше двох років потому Марія Федорівна знову поїхала до Англії, цього разу на похорон свого шурина, короля Едуарда VII, у травні 1910 року. Під час свого майже тримісячного візиту до Англії в 1910 році Марія Федорівна безуспішно намагалася змусити свою сестру, теперішню вдовуючу королеву Олександру, претендувати на старшинство над невісткою, королевою Марією.

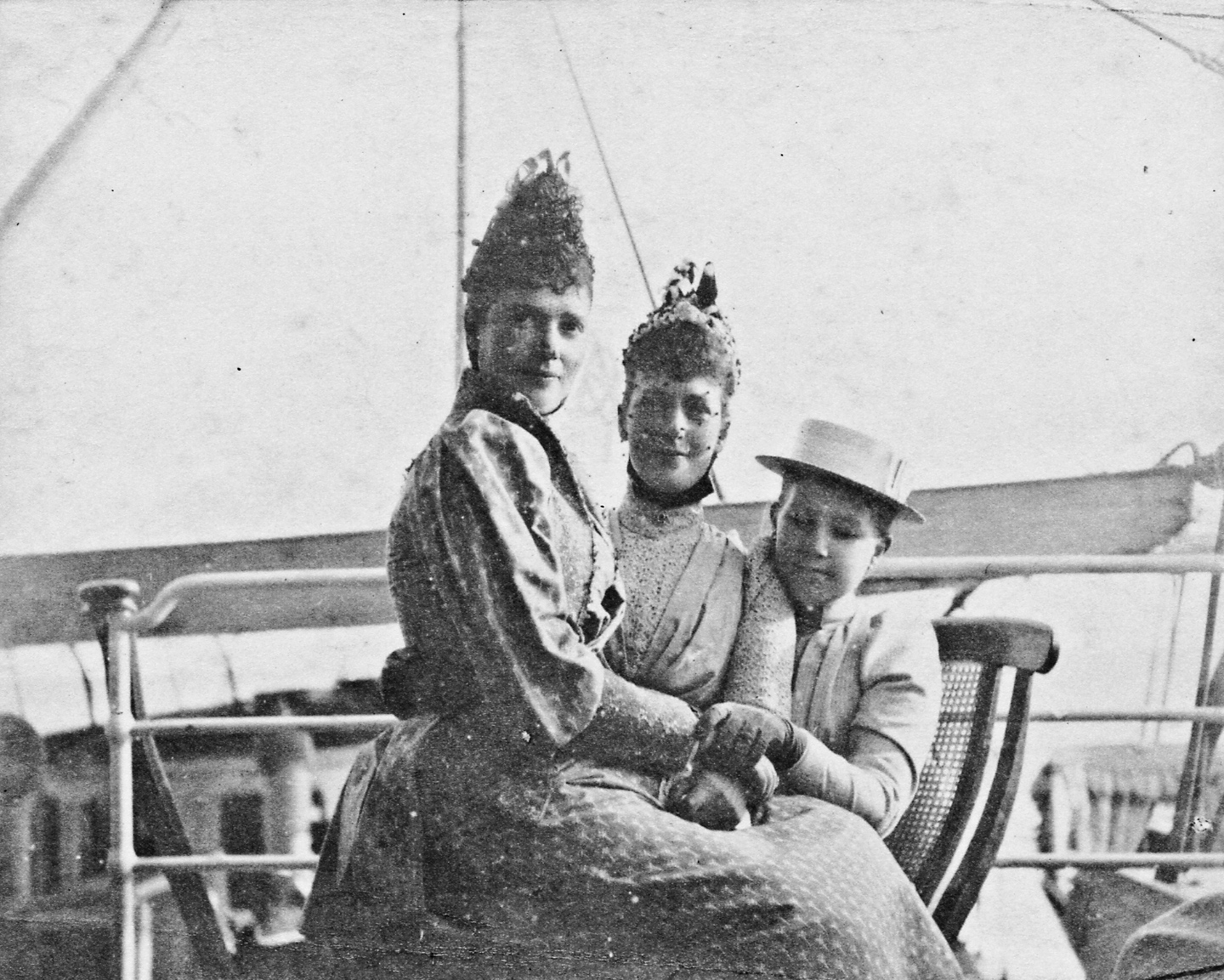
Марія Федорівна (ліворуч) з сестрою Олександрою (в центрі) з племінницею Марією Грецькою (праворуч) близько 1893 р.

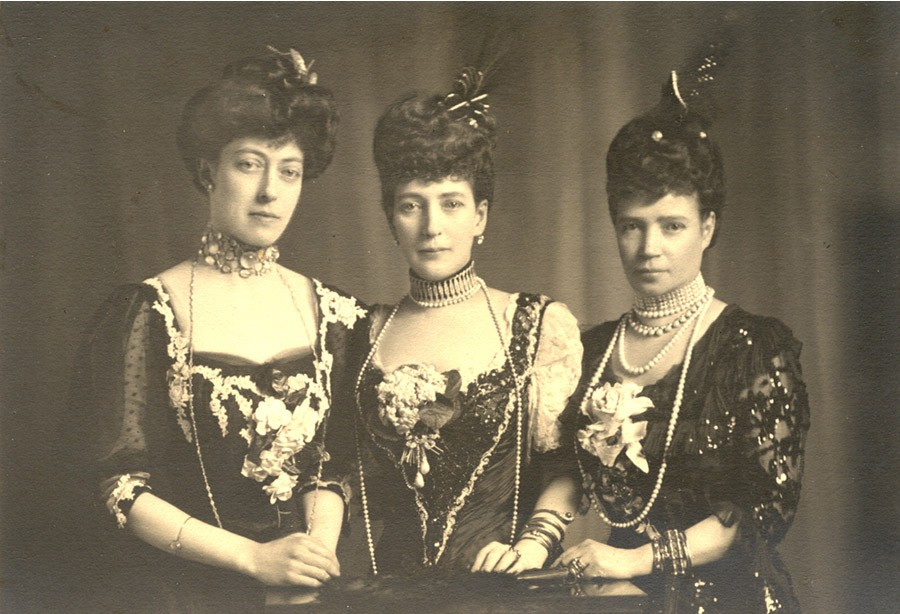
Вдова-імператриця Марія Федорівна (праворуч) зі своєю старшою сестрою, королевою Олександрою (у центрі) та її племінницею, принцесою Вікторією (ліворуч), Лондон, 1903 рік

Імператриця Марія Федорівна, господиня Лангінкоського замку, також була відомою подругою Фінляндії. Під час першого русифікаційного періоду вона домагалася, щоб її син припинив обмеження великокнязівської автономії та відкликав непопулярного генерал-губернатора Миколу Бобрикова з Фінляндії на якусь іншу посаду в самій Росії. Під час другого періоду русифікації, на початку Першої світової війни, вдова-імператриця, їдучи своїм спеціальним поїздом через Фінляндію до Санкт-Петербурга, висловила своє незмінне несхвалення російщення Фінляндії, наказавши оркестру вітального комітету зіграти марш полку Порі та фінський національний гімн «Маамме», які в той час були під явною забороною Франца Альберта Сейна, генерал-губернатора Фінляндії.
У 1899 році другий син Марії, Георгій, помер від туберкульозу на Кавказі. Під час похорону вона зберегла самовладання, але в кінці служби вибігла з церкви, стискаючи циліндр свого сина, який лежав на труні, і ридма впала у карету.
У 1901 році Марія влаштувала невдалий шлюб Ольги з герцогом Петром Олександровичем Ольденбурзьким. Роками Микола відмовлявся надати своїй нещасній сестрі розлучення, поступившись лише в 1916 році, у розпал війни. Коли Ольга спробувала укласти морганатичний шлюб з Миколою Куликовським, Марія Федорівна і цар намагалися її відрадити, але протестували не надто різко. Дійсно, Марія Федорівна була однією з небагатьох, хто був присутній на весіллі доньки в листопаді 1916 року.
У 1912 році Марія зіткнулася з неприємностями у молодшого сина, коли він таємно одружився зі своєю коханкою, що викликало скандал та обурення як у Марії Федорівни, так і в Миколи.
Марія Федорівна не любила Распутіна та безуспішно намагалася переконати Миколу і Олександру вислати його. Вона вважала Распутіна небезпечним шарлатаном і зневірилася в одержимості Олександри «божевільними, брудними, релігійними фанатиками». Вона була стурбована тим, що діяльність Распутіна завдала шкоди престижу імператорської сім'ї, і попросила Миколу та Олександру вислати його. Микола мовчав, а Олександра відмовилася. Марія визнавала імператрицю справжньою регентшою і що їй також бракує здібностей до такої посади: «Моя бідна невістка не розуміє, що губить династію і себе. Вона щиро вірить у святість авантюриста, і ми безсилі відвернути нещастя, яке неодмінно прийде». Коли в лютому 1914 року за порадою Олександри цар відправив у відставку міністра Володимира Коковцова, Марія знову дорікнула сину, який відповів так, що вона ще більше переконалася, що Олександра є справжнім правителем Росії, і закликала Коковцова та сказав йому: «Моя невістка мене не любить; вона думає, що я заздрю її владі. Вона не розуміє, що єдине моє прагнення — бачити мого сина щасливим. Але я бачу, що ми наближаємося до якоїсь катастрофи, і цар не слухає нікого, крім підлесників… Чому б вам не сказати цареві все, що ви думаєте і знаєте… якщо ще не пізно».

## Перша світова війна
У травні 1914 року Марія Федорівна поїхала в Англію до сестри. Поки вона була в Лондоні, почалася Перша світова війна (липень 1914 року), що змусило її поспішати додому в Росію. У Берліні німецька влада не дозволила її поїзду продовжити рух до російського кордону. Натомість їй довелося повернутися до Росії через (нейтральні) Данію та Фінляндію. Після повернення в серпні вона оселилася в палаці Єлагіна, який був ближче до Санкт-Петербурга (перейменованого на Петроград у серпні 1914 року), ніж до Гатчини. Під час війни вона була президенткою російського Червоного Хреста. Як і десять років тому під час російсько-японської війни 1904—1905 років, вона також фінансувала санітарний потяг.
Під час війни в імператорському домі було велике занепокоєння щодо впливу імператриці Олександри на державні справи через царя, і вважалося, що вплив на неї мав Григорій Распутін, оскільки вважалося, що це провокує громадськість і загрожує безпеці імператорського престолу та збереженні монархії. Від імені імператорських родичів царя сестра імператриці Велика княгиня Єлизавета Федорівна та її двоюрідна сестра Велика княгиня Вікторія Федорівна були обрані для посередництва та просили імператрицю Олександру вигнати Распутіна з суду, щоб захистити її та репутацію престолу, але безуспішно. Паралельно кілька великих князів намагалися переконати царя, але безуспішно.
Під час цього конфлікту 1916—1917 років велика княгиня Марія Павлівна, як повідомляється, планувала державний переворот, щоб скинути царя за допомогою чотирьох полків імператорської гвардії, які мали ввійти в Олександрівський палац, змусити царя зректися престолу та замінити його малолітнім Олексієм під регентством сина Марії Павлівни, великого князя Кирила.
Існують документи, які підтверджують той факт, що в цій критичній ситуації Марія Федорівна була причетна до спланованого державного перевороту з метою повалення свого сина з престолу, щоб врятувати монархію. Повідомлялося, що план полягав у тому, щоб Марія висунула царю останній ультиматум про вигнання Распутіна, якщо він не захоче, щоб вона покинула столицю, що було б сигналом до розв'язування державного перевороту. Як саме вона планувала замінити свого сина, не підтверджено, але існують дві версії: перша, що великий князь Павло Олександрович прийме владу від імені Марії, і що вона сама після цього стане єдиною імператрицею Росії (як Катерина II понад 100 років тому); інша версія далі стверджує, що Великий князь Павло Олександрович замінить царя своїм сином, спадкоємцем престолу, онуком Марії Олексієм, на якому Марія та Павло Олександрович розділять владу як регенти під час його неповноліття. Після того, як імператриця Олександра попросила царя звільнити міністра Олексія Поліванова, Марію попросили звернутися до царя. Спочатку вона відмовилася подавати апеляцію, а її невістка велика княгиня Марія Павлівна заявила французькому послу: «Не брак сміливості чи схильності стримує її. Краще, щоб вона не робила. Вона занадто відверта і владна. У той момент, коли вона починає повчати свого сина, її почуття тікають з нею; вона іноді говорить прямо протилежне тому, що вона повинна; вона дратує і принижує його. Тоді він стоїть на своїй гідності і нагадує своїй матері, що він імператор. Вони розходяться в люті». Зрештою її переконали подати апеляцію. Як повідомляється, імператриця Олександра була повідомлена про підготовлений переворот, і коли Марія Федорівна висунула цареві ультиматум, імператриця переконала його наказати матері залишити столицю. Таким чином, вдова-імператриця того ж року залишила Петроград, щоб жити в Маріїнському палаці в Києві. У російську столицю вона більше не поверталася. Свій від'їзд імператриця Олександра прокоментувала так: «Набагато краще, щоб матінка залишилася… в Києві, де клімат кращий, і вона може жити, як хоче, і менше чує пліток».
У Києві Марія займалася Червоним Хрестом і госпітальною роботою, а у вересні 50-річчя її прибуття до Росії відзначали великими урочистостями, під час яких її відвідав її син Микола II, який прибув без своєї дружини. Імператриця Олександра писала цареві: «Коли ви побачите дорогу матінку, ви повинні досить різко сказати їй, як вам боляче, що вона слухає наклепів і не припиняє їх, оскільки це робить зло, і я впевнена — інші були б раді поставити її проти мене…». Марія справді просила Миколу II усунути Распутіна й Олександру від будь-якого політичного впливу, але незабаром після цього Микола й Олександра розірвали всі контакти з царською родиною.
Коли Распутіна вбили, частина імператорських родичів попросила Марію повернутися в столицю і скористатися моментом, щоб замінити Олександру на посаді політичного радника царя. Марія відмовилася, але визнала, що Олександра повинна бути усунена від впливу на державні справи: «Олександру Федорівну треба вислати. Не знаю, як, але це треба зробити. Інакше вона може зовсім збожеволіти. Нехай піде в монастир або просто зникне».

## Революція і заслання
Революція прийшла в Росію в 1917 році, спочатку з Лютневими заворушеннями, а потім зі зреченням Миколи II від престолу 15 березня. Після поїздки з Києва на зустріч зі своїм поваленим сином Миколою II у Могильов Марія повернулася до міста, де швидко зрозуміла, як змінився Київ і що її присутність більше не потрібна. Там родина переконала її поїхати потягом до Криму із групою інших біженців Романових. Марія Федорівна переїхала з Києва до Криму в березні 1917 року. Разом з нею прибула її молодша дочка Велика Княгиня Ольга Олександрівна з чоловіком полковником М. Куликовським і зятем великим князем Олександром Михайловичем. Велика Княгиня Ксенія Олександрівна разом із синами і сім'єю Юсупових прибула до Криму трохи пізніше, у квітні 1917 року. У Криму представники російської Імператорської родини перебували протягом двох з половиною років, до квітня 1919 року. Це перебування для них стало практично домашнім арештом, часом приниження та поневірянь.
Після майже півторарічного проживання в одній з імператорських резиденцій у Криму вона отримала повідомлення про вбивство її синів, невістки та онуків. Однак вона публічно відкинула це повідомлення як чутки. На наступний день після вбивства царської сім'ї Марія отримала гінця від Ніки, «зворушливої людини», який розповів, як важко жилося в Єкатеринбурзі сім'ї її сина. «І ніхто їм не допоможе і не визволить — тільки Господь! Збережи мого бідного, нещасливого Нікі, допоможи йому в тяжких муках!» У своєму щоденнику вона втішала себе: «Я впевнена, що вони всі втекли з Росії, і тепер більшовики намагаються приховати правду». Вона твердо дотримувалася цього переконання до самої смерті. Правда була надто болючою для неї, щоб визнати її публічно. З тих пір майже всі її листи до сина та його родини були втрачені; але в одному, який зберігся, вона написала Миколі: «Ти знаєш, що мої думки і молитви ніколи не залишають тебе. Я думаю про тебе вдень і вночі, і часом мені так погано на душі, що, здається, я більше не зможу цього терпіти. Але Бог милосердний. Він дасть нам сили для цього страшного випробування». Донька Марії Ольга Олександрівна прокоментувала це питання далі: «Але я впевнена, що в глибині душі моя мама за кілька років до своєї смерті загартувала себе, щоб прийняти правду».

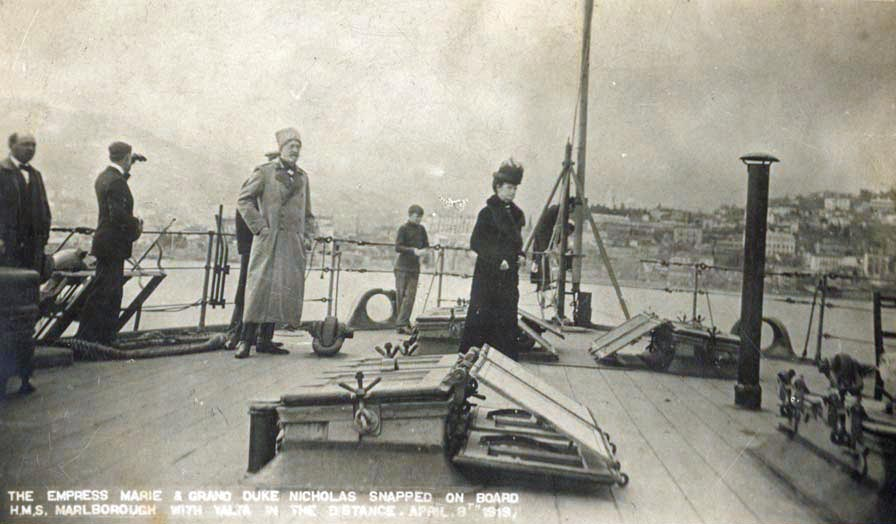
Імператриця Марія та великий князь Микола на борту HMS Marlboroe покидають колишню Росію назавжди (позаду — Ялта)

Незважаючи на повалення монархії в 1917 році, колишня вдова імператриця Марія спочатку відмовлялася залишати Росію. Лише в 1919 році, на наполягання своєї сестри, вдовуючої королеви Олександри, вона неохоче покинула Крим та втекла через Чорне море до Лондона. Щоб забрати свою тітку король Георг V відправив лінкор HMS Marlborough. У групу з 17 порятованих Романових входили її дочка велика княгиня Ксенія і п'ятеро синів Ксенії плюс шість собак і канарка.
Після короткого перебування на британській базі на Мальті на британському лінкорі HMS Лорд Нельсон вони вирушили до Англії. Тут вона залишилася зі своєю сестрою Олександрою. Хоча королева Олександра ніколи не ставилася до своєї сестри погано, і вони проводили час разом у Мальборо-хаусі у Лондоні та Сандрінгемському палаці у Норфолку, Марія, будучи скинутою вдовою-імператрицею, відчувала, що тепер вона «номер два», на відміну від своєї сестри, популярної вдови-королеви, тому зрештою повернулася до рідної Данії. Після короткого проживання зі своїм племінником, королем Крістіаном X, у крилі палацу Амалієнборг, для свого помешкання вона обрала віллу Гвідоре поблизу Копенгагена.
У Копенгагені було багато російських емігрантів, які продовжували вважати її імператрицею і часто просили її про допомогу. Всеросійські монархічні збори, що відбулися в 1921 році, запропонували їй посаду місцеблюстительки російського престолу, але вона відмовилася з ухильною відповіддю: «Ніхто не бачив убитого Нікі». Вона вважала, що її син ще живий. Марія фінансово підтримувала Миколу Соколова, який вивчав обставини загибелі царської сім'ї, але вони так і не зустрілися. Велика княгиня Ольга надіслала до Парижа телеграму про скасування зустрічі, оскільки старій і хворій жінці було б надто важко почути жахливу історію свого сина та його родини.

## Смерть і поховання

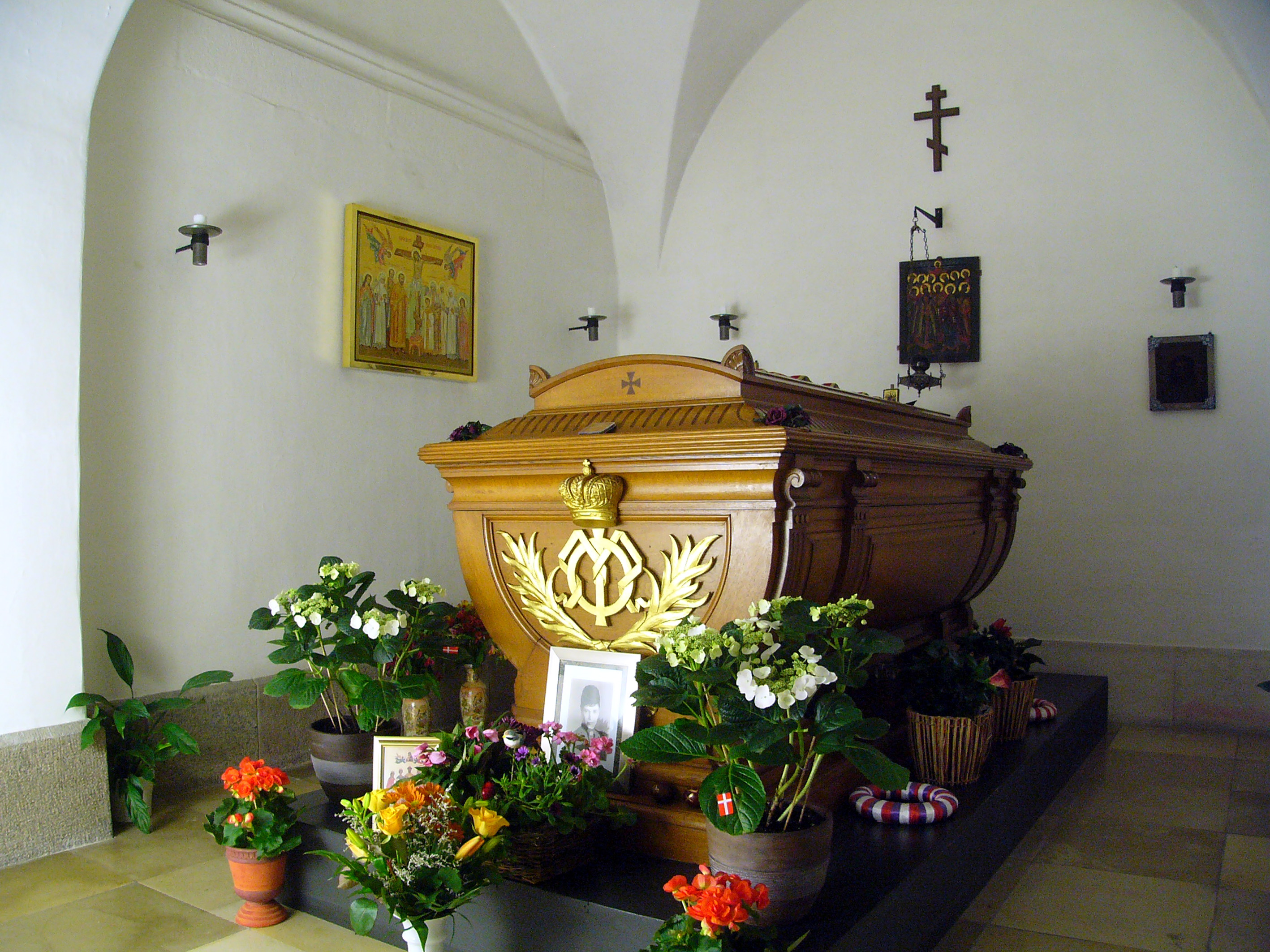
Саркофаг Марії Федорівни під склепінням Роскільського собору.

У листопаді 1925 року померла улюблена сестра Марії, королева Олександра. Це була остання втрата, яку вона могла пережити. «Вона була готова зустріти свого Творця», — писав про останні роки життя вдовуючої імператриці Марії її зять, великий князь Олександр Михайлович. 13 жовтня 1928 року в Гвідоре поблизу Копенгагена, в будинку, який вона колись ділила зі своєю сестрою королевою Олександрою, вдова імператриця Марія померла у віці 80 років, переживши чотирьох із своїх шести дітей. Після служби в російській православній церкві Олександра Невського в Копенгагені імператриця була похована в соборі Роскілле на острові Зеландія, традиційному місці поховання данських монархів з XV століття.

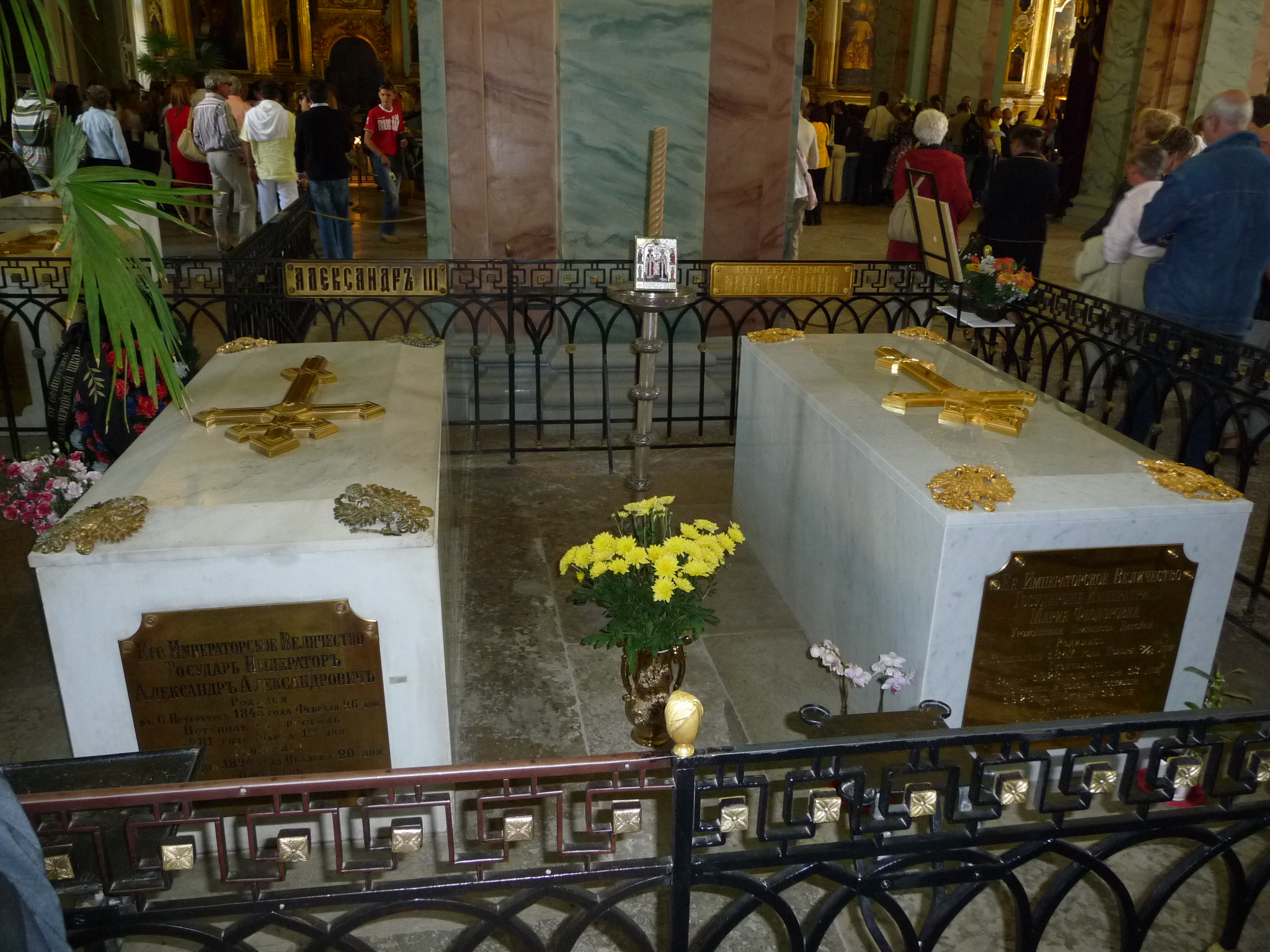
Саркофаги Олександра III і Марії Федорівни в Петропавлівському соборі.

У 2005 році королева Данії Маргрете II і президент Росії Володимир Путін та їхні відповідні уряди погодилися, що останки імператриці мають бути повернуті до Санкт-Петербурга відповідно до її бажання бути похованою поруч із чоловіком. Низка церемоній відбулася з 23 по 28 вересня 2006 року. Похоронна служба, на якій були присутні високі сановники, включно з наслідним принцом і кронпринцесою Данії та принцом і принцесою Майклом Кентськими, не обійшлася без певних хвилювань. Натовп навколо труни був такий великий, що молодий данський дипломат впав у могилу ще до того, як труну поховали. 26 вересня 2006 року біля її улюбленого Котеджного палацу в Петергофі відкрили пам'ятник Марії Федорівні. Після служби в Ісаакіївському соборі вона була похована поруч зі своїм чоловіком Олександром III у Петропавлівському соборі 28 вересня 2006 року, через 140 років після її першого приїзду в Росію і майже через 78 років після смерті.

## Нащадки

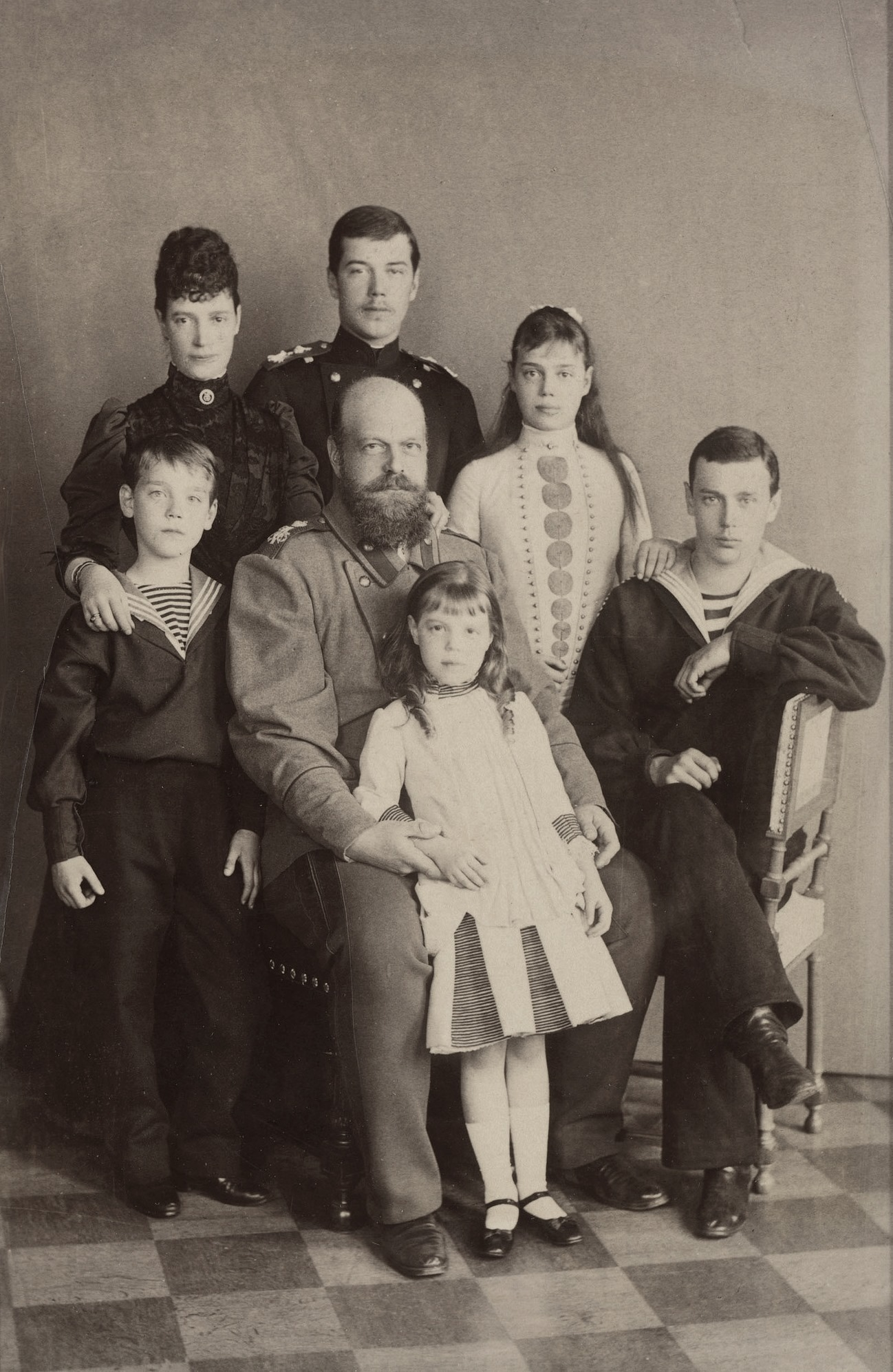
Імператор Олександр III та імператриця Марія Федорівна та їхні п'ятеро дітей

Імператор Олександр III і Марія Федорівна мали чотирьох синів і двох дочок:
| Ім'я                                             | Народження        | Смерть               | Примітки |
| ------------------------------------------------ | ----------------- | -------------------- | --- |
| Російський імператор Микола II                   | 18 травня 1868 р. | 17 липня 1918 р.     | одружений у 1894 році, принцеса Алікс Гессенська; мав проблему; нащадків, що вижили, сьогодні немає                     |
| Великий князь російський Олександр Олександрович | 7 червня 1869 р.  | 2 травня 1870 р.     | помер від менінгіту у віці 10 місяців і 26 днів                                                                         |
| Великий князь російський Георгій Олександрович   | 9 травня 1871 р.  | 9 серпня 1899 р.     | помер від туберкульозу; не було нащадків                                                                                |
| Велика княгиня російська Ксенія Олександрівна    | 6 квітня 1875 р.  | 20 квітня 1960 р.    | одружений 1894 р., великий князь російський Олександр Михайлович; лишилися нащадки                                      |
| Великий князь російський Михайло Олександрович   | 4 грудня 1878 р.  | 13 червня 1918 р.    | одружений 1912, Наталія Брасова; мав нащадків; проте нащадків, які вижили, сьогодні немає                               |
| Велика княгиня Російська Ольга Олександрівна     | 13 червня 1882 р. | 24 листопада 1960 р. | одружений у 1901 році, герцог Петро Олександрович Ольденбурзький; без нащадків, 1916, Микола Куликовський; були нащадки |

## Родовід
|  |                                                                       |  |  |  |  |  |  |  |  |  |  |  |  |  |  |  |
|  | 16. Карл Антон Август Шлезвіг-Гольштейн-Зондербург-Бекський           |  |  |  |  |  |  |  |  |  |  |  |  |  |  |  |
|  |                                                                       |  |  |  |  |  |  |  |  |  |  |  |  |  |  |  |
|  |                                                                       |  |  |  |  |  |  |  |  |  |  |  |  |  |  |  |
|  | 8. Фрідріх Карл Людвіг (герцог Шлезвіг-Гольштейн-Зондербург-Бекський) |  |  |  |  |  |  |  |  |  |  |  |  |  |  |  |
|  |                                                                       |  |  |  |  |  |  |  |  |  |  |  |  |  |  |  |
|  |                                                                       |  |  |  |  |  |  |  |  |  |  |  |  |  |  |  |
|  | 17. Фредеріка Дона-Шлобіттен                                          |  |  |  |  |  |  |  |  |  |  |  |  |  |  |  |
|  |                                                                       |  |  |  |  |  |  |  |  |  |  |  |  |  |  |  |
|  |                                                                       |  |  |  |  |  |  |  |  |  |  |  |  |  |  |  |
|  | 4. Фрідріх Вільгельм (герцог Глюксбурзький)                           |  |  |  |  |  |  |  |  |  |  |  |  |  |  |  |
|  |                                                                       |  |  |  |  |  |  |  |  |  |  |  |  |  |  |  |
|  |                                                                       |  |  |  |  |  |  |  |  |  |  |  |  |  |  |  |
|  | 18. Карл Леопольд фон Шлібен                                          |  |  |  |  |  |  |  |  |  |  |  |  |  |  |  |
|  |                                                                       |  |  |  |  |  |  |  |  |  |  |  |  |  |  |  |
|  |                                                                       |  |  |  |  |  |  |  |  |  |  |  |  |  |  |  |
|  | 9. Фредеріка фон Шлібен                                               |  |  |  |  |  |  |  |  |  |  |  |  |  |  |  |
|  |                                                                       |  |  |  |  |  |  |  |  |  |  |  |  |  |  |  |
|  |                                                                       |  |  |  |  |  |  |  |  |  |  |  |  |  |  |  |
|  | 19. Марія Елеонора фон Лендорфф                                       |  |  |  |  |  |  |  |  |  |  |  |  |  |  |  |
|  |                                                                       |  |  |  |  |  |  |  |  |  |  |  |  |  |  |  |
|  |                                                                       |  |  |  |  |  |  |  |  |  |  |  |  |  |  |  |
|  | 2. Кристіан IX                                                        |  |  |  |  |  |  |  |  |  |  |  |  |  |  |  |
|  |                                                                       |  |  |  |  |  |  |  |  |  |  |  |  |  |  |  |
|  |                                                                       |  |  |  |  |  |  |  |  |  |  |  |  |  |  |  |
|  | 20. Фрідріх II (ландграф Гессен-Касселя)                              |  |  |  |  |  |  |  |  |  |  |  |  |  |  |  |
|  |                                                                       |  |  |  |  |  |  |  |  |  |  |  |  |  |  |  |
|  |                                                                       |  |  |  |  |  |  |  |  |  |  |  |  |  |  |  |
|  | 10. Карл Гессен-Кассельський                                          |  |  |  |  |  |  |  |  |  |  |  |  |  |  |  |
|  |                                                                       |  |  |  |  |  |  |  |  |  |  |  |  |  |  |  |
|  |                                                                       |  |  |  |  |  |  |  |  |  |  |  |  |  |  |  |
|  | 21. Марія Ганноверська                                                |  |  |  |  |  |  |  |  |  |  |  |  |  |  |  |
|  |                                                                       |  |  |  |  |  |  |  |  |  |  |  |  |  |  |  |
|  |                                                                       |  |  |  |  |  |  |  |  |  |  |  |  |  |  |  |
|  | 5. Луїза Кароліна Гессен-Кассельська                                  |  |  |  |  |  |  |  |  |  |  |  |  |  |  |  |
|  |                                                                       |  |  |  |  |  |  |  |  |  |  |  |  |  |  |  |
|  |                                                                       |  |  |  |  |  |  |  |  |  |  |  |  |  |  |  |
|  | 22. Фредерік V (король Данії)                                         |  |  |  |  |  |  |  |  |  |  |  |  |  |  |  |
|  |                                                                       |  |  |  |  |  |  |  |  |  |  |  |  |  |  |  |
|  |                                                                       |  |  |  |  |  |  |  |  |  |  |  |  |  |  |  |
|  | 11. Луїза Данська                                                     |  |  |  |  |  |  |  |  |  |  |  |  |  |  |  |
|  |                                                                       |  |  |  |  |  |  |  |  |  |  |  |  |  |  |  |
|  |                                                                       |  |  |  |  |  |  |  |  |  |  |  |  |  |  |  |
|  | 23. Луїза Великобританська                                            |  |  |  |  |  |  |  |  |  |  |  |  |  |  |  |
|  |                                                                       |  |  |  |  |  |  |  |  |  |  |  |  |  |  |  |
|  |                                                                       |  |  |  |  |  |  |  |  |  |  |  |  |  |  |  |
|  | 1. Марія Федорівна                                                    |  |  |  |  |  |  |  |  |  |  |  |  |  |  |  |
|  |                                                                       |  |  |  |  |  |  |  |  |  |  |  |  |  |  |  |
|  |                                                                       |  |  |  |  |  |  |  |  |  |  |  |  |  |  |  |
|  | 24. Фрідріх II (ландграф Гессен-Касселя)                              |  |  |  |  |  |  |  |  |  |  |  |  |  |  |  |
|  |                                                                       |  |  |  |  |  |  |  |  |  |  |  |  |  |  |  |
|  |                                                                       |  |  |  |  |  |  |  |  |  |  |  |  |  |  |  |
|  | 12. Фредерік Гессен-Кассельський                                      |  |  |  |  |  |  |  |  |  |  |  |  |  |  |  |
|  |                                                                       |  |  |  |  |  |  |  |  |  |  |  |  |  |  |  |
|  |                                                                       |  |  |  |  |  |  |  |  |  |  |  |  |  |  |  |
|  | 25. Марія Ганноверська                                                |  |  |  |  |  |  |  |  |  |  |  |  |  |  |  |
|  |                                                                       |  |  |  |  |  |  |  |  |  |  |  |  |  |  |  |
|  |                                                                       |  |  |  |  |  |  |  |  |  |  |  |  |  |  |  |
|  | 6. Вільгельм Гессен-Кассельський                                      |  |  |  |  |  |  |  |  |  |  |  |  |  |  |  |
|  |                                                                       |  |  |  |  |  |  |  |  |  |  |  |  |  |  |  |
|  |                                                                       |  |  |  |  |  |  |  |  |  |  |  |  |  |  |  |
|  | 26. Карл Вільгельм                                                    |  |  |  |  |  |  |  |  |  |  |  |  |  |  |  |
|  |                                                                       |  |  |  |  |  |  |  |  |  |  |  |  |  |  |  |
|  |                                                                       |  |  |  |  |  |  |  |  |  |  |  |  |  |  |  |
|  | 13. Кароліна Нассау-Узінгенська                                       |  |  |  |  |  |  |  |  |  |  |  |  |  |  |  |
|  |                                                                       |  |  |  |  |  |  |  |  |  |  |  |  |  |  |  |
|  |                                                                       |  |  |  |  |  |  |  |  |  |  |  |  |  |  |  |
|  | 27. Кароліна Феліцита Лейнінген-Дагсбург-Гайдесхаймська               |  |  |  |  |  |  |  |  |  |  |  |  |  |  |  |
|  |                                                                       |  |  |  |  |  |  |  |  |  |  |  |  |  |  |  |
|  |                                                                       |  |  |  |  |  |  |  |  |  |  |  |  |  |  |  |
|  | 3. Луїза Гессен-Кассельська                                           |  |  |  |  |  |  |  |  |  |  |  |  |  |  |  |
|  |                                                                       |  |  |  |  |  |  |  |  |  |  |  |  |  |  |  |
|  |                                                                       |  |  |  |  |  |  |  |  |  |  |  |  |  |  |  |
|  | 28. Фредерік V (король Данії)                                         |  |  |  |  |  |  |  |  |  |  |  |  |  |  |  |
|  |                                                                       |  |  |  |  |  |  |  |  |  |  |  |  |  |  |  |
|  |                                                                       |  |  |  |  |  |  |  |  |  |  |  |  |  |  |  |
|  | 14. Фредерік, принц Данський і Норвезький                             |  |  |  |  |  |  |  |  |  |  |  |  |  |  |  |
|  |                                                                       |  |  |  |  |  |  |  |  |  |  |  |  |  |  |  |
|  |                                                                       |  |  |  |  |  |  |  |  |  |  |  |  |  |  |  |
|  | 29. Юліана Марія Брауншвейг-Вольфенбюттельська                        |  |  |  |  |  |  |  |  |  |  |  |  |  |  |  |
|  |                                                                       |  |  |  |  |  |  |  |  |  |  |  |  |  |  |  |
|  |                                                                       |  |  |  |  |  |  |  |  |  |  |  |  |  |  |  |
|  | 7. Луїза Шарлотта Данська                                             |  |  |  |  |  |  |  |  |  |  |  |  |  |  |  |
|  |                                                                       |  |  |  |  |  |  |  |  |  |  |  |  |  |  |  |
|  |                                                                       |  |  |  |  |  |  |  |  |  |  |  |  |  |  |  |
|  | 30. Людвіг Мекленбурзький                                             |  |  |  |  |  |  |  |  |  |  |  |  |  |  |  |
|  |                                                                       |  |  |  |  |  |  |  |  |  |  |  |  |  |  |  |
|  |                                                                       |  |  |  |  |  |  |  |  |  |  |  |  |  |  |  |
|  | 15. Софія Фредеріка Мекленбург-Шверінська                             |  |  |  |  |  |  |  |  |  |  |  |  |  |  |  |
|  |                                                                       |  |  |  |  |  |  |  |  |  |  |  |  |  |  |  |
|  |                                                                       |  |  |  |  |  |  |  |  |  |  |  |  |  |  |  |
|  | 31. Шарлотта Софія Саксен-Кобург-Заальфельдська                       |  |  |  |  |  |  |  |  |  |  |  |  |  |  |  |
|  |                                                                       |  |  |  |  |  |  |  |  |  |  |  |  |  |  |  |
|  |                                                                       |  |  |  |  |  |  |  |  |  |  |  |  |  |  |  |

## Спадщина

### Топоніміка
На честь імператриці Марії Федорівни названо вулицю Дагмарінкату в Теоле, Гельсінкі, і Маріїнську лікарню, яка також раніше діяла в Гельсінкі.

### Пам'ятники
На території Російської імперії ще за життя імператриці було споруджено кілька невеликих пам'яток-обелісків на честь її відвідування того чи іншого місця. Відомі такі пам'ятники:
- Поруч із селом Лексвалл, поблизу містечка Екенес (Таммісаарі) у Фінляндії в 1887 році було споруджено пам'ятник, що представляє собою 2-метрову гранітну плиту-обеліск з написами шведською мовою про відвідання імператрицею цього дуже мальовничого місця. Пам'ятник зберігся.
- У Лігово (передмістя Санкт-Петербурга) 24 червня 1901 року був освячений увінчаний двоголовим орлом обеліск, споруджений на згадку про відвідання імператрицею 8 липня 1897 року місцевої пожежної дружини імені Петра Великого. Після 1917 року пам'ятник було знищено.
- Біля станції Ігналіно (нині територія Литви) 5 вересня 1911 року було відкрито обеліск на згадку про зупинку на цій станції 5 серпня 1910 року поїзда імператриці, яка здійснила тут невелику прогулянку. Доля пам'ятника після 1915 невідома[80].
- У селі Усть-Сарапулке Сарапульського повіту Вятської губернії знаходився 4,6-метровий кам'яний обеліск, споруджений на честь імператриці та увінчаний цибулинною главкою з хрестом. Час спорудження пам'ятника та його доля після 1917 року невідомі[81].

Нещодавно були відкриті нові пам'ятники імператриці:
- 1997 року в Копенгагені, у дворі Олександро-Невської церкви було відкрито бронзове погруддя імператриці, відлите за моделлю скульптора М. Антокольського (мармуровий оригінал 1887 знаходиться в Державному Ермітажі). Погруддя було встановлено з ініціативи директора Королівської срібної палати Данії Оле Крога.
- 26 вересня 2006 року бронзове погруддя імператриці було відкрито в Петергофі, в парку Олександрія (поруч із Котеджем). Відлитий за моделлю скульптора В. Кликова.
- 27 вересня 2006 року бронзове погруддя імператриці було відкрито в Санкт-Петербурзі, в готелі «Маршал» Шпалерна вул., 41). Відлитий за моделлю скульптора В. Кликова (копія попереднього).

### Фільми
У голлівудській історичній драмі «Анастасія» 1956 року її зіграла Гелен Гейс. Айріні Ворт зображує її в епопеї 1971 року «Микола й Олександра». Урсула Говеллс зіграла роль в одному з епізодів драми 1974 року "Падіння орлів. Ґвінет Стронґ і Джейн Лапотер зобразили імператрицю як підлітку і дорослу жінку відповідно в телесеріалі 1975 року «Едуард Сьомий». В американській анімаційній версії фільму «Анастасія» 1997 року режисерів Дона Блута та Ґері Ґолдмана Марію Федорівну озвучує Анджела Ленсбері.
Інші фільми:
- «Трагедія імперії[fr]» (1938) — Габріель Робін
- «Анастасія: Загадка Анни» (1986) — Олівія де Гевілленд (премія «Золотий глобус» за кращу жіночу роль другого плану — міні-серіал, телесеріал або телефільм)
- «Сибірський цирульник» (1998) — Ізабель Рено
- «Столипін … Невивчені уроки» (2006) — Марія Великанова
- «Зірка імперії» (2007) — Анастасія Гребенкіна
- «Распутін» (2011) — Тамара Колесникова
- «Матильда» (2017) — Інгеборга Дапкунайте
- «Останні царі» (2019) — Берніс Стіджерс

## Титули
- Її Високість Принцеса Дагмар (1847—1853)
- Її Високість Принцеса Дагмар Данська (1853—1858)
- Її Королівська Високість Принцеса Дагмар Данська (1858—1866)
- Її Імператорська Високість Велика княгиня Марія Федорівна (1866—1881)
- Її Імператорська Величність Государиня Імператриця Всеросійська (1881—1894)
- Її Імператорська Величність вдовуюча Государиня Імператриця Всеросійська (1894—1928)

## Герб
Малий герб Імператора Олександра III та Імператриці Марії Федорівни Російської, уродженої Дагмар Данської. Щит увінчаний імператорською короною та прикрашений знаками орденів Святого Апостола Андрія Первозванного та Святої Великомучениці Катерини:
|  | § 18. Малый герб Их Величеств есть тот же, как и малый Российский Государственный герб (прил. I, § 7), соединенный с родовым гербом Императрицы; щит увенчан Императорскою короною и украшен знаками орденов Святого Апостола Андрея Первозванного и Святой Великомученицы Екатерины. |

Шлюбний герб
Герб Марії Федорівни, імператриці Росії як дами ордена королеви Марії Луїзи (Іспанія)

## Монограма

Імператорська монограма імператриці Марії Федорівни
Імператорська монограма імператриці Марії Федорівни, варіант
1883 срібний коронаційний жетон царя Олександра III і російської імператриці Марії Федорівни
одвійний шифр царя Олександра III та імператриці Марії Федорівни з напису члена коронаційної комісії Олександра III
Подвійний шифр царя Олександра III і російської імператриці Марії Федорівни
Подвійна монограма вдовуючої імператриці Марії Федорівни та імператриці Росії Олександри Федорівни
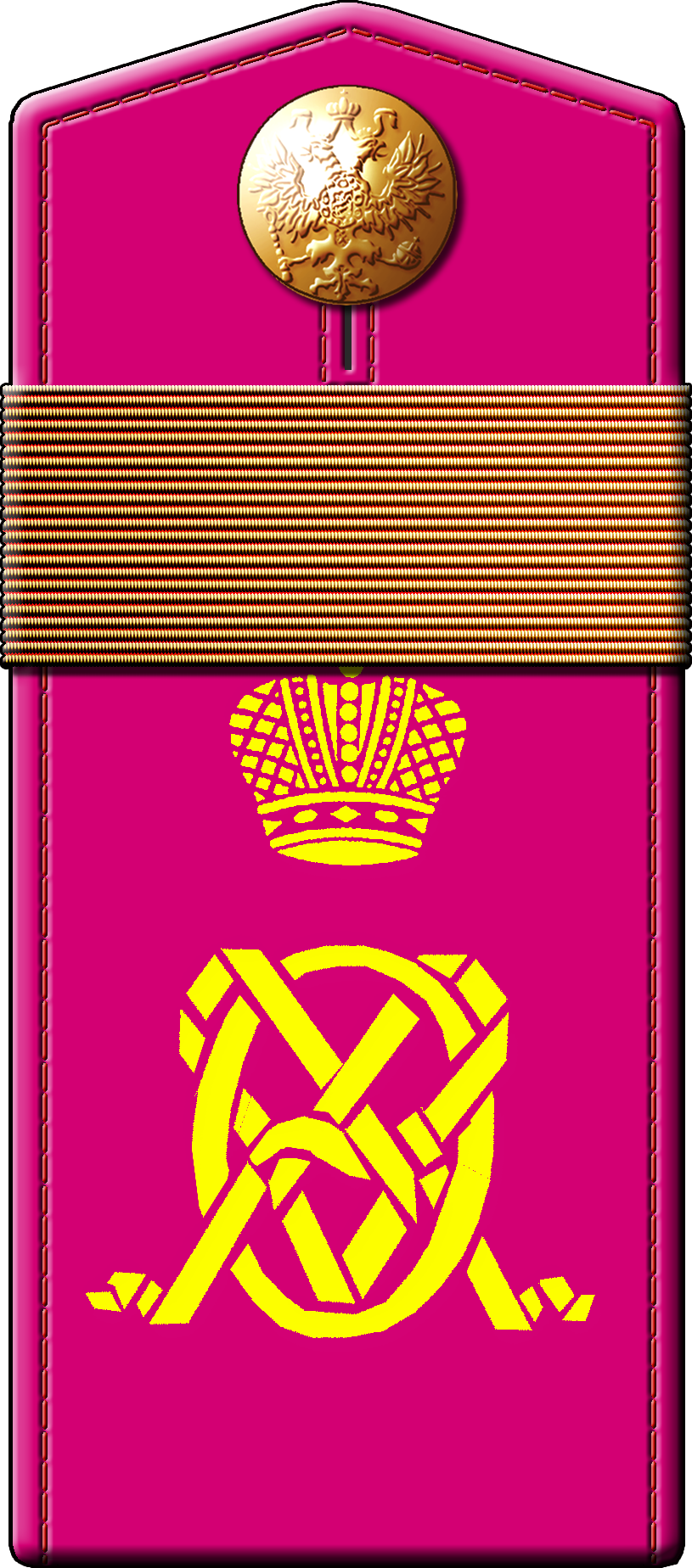
Монограма на пагоні. 11-й Східно-Сибірський стрілецький Її Імператорської Величності Государині Імператриці Марії Федорівни полк

## Нагороди
- Російська імперія:
- Дама Великого Хреста Ордену Кавалерів Ордена святої Катерини, 1864
- дама Ордена Андрія Первозванного, 1883[84]

- Друга Мексиканська імперія: Великий імператорський хрест Мексиканського імператорського ордена, 10 квітень 1865[85]
- Королівство Португалія: Дама 1-го ступеня Ордена Святої Ізабелли, 25 травня1881[86]
- Королівство Пруссія: Дама 1-го ступеня ордена Ордена Луїзи[87]
- Іспанія: Дама Ордена Королеви Марії Луїзи, 6 січня 1887[88]
- Японська імперія: Великий кордон (Павловнія) Японської імперії Орден Дорогоцінної Корони, 23 січня 1889[89]

## Галерея

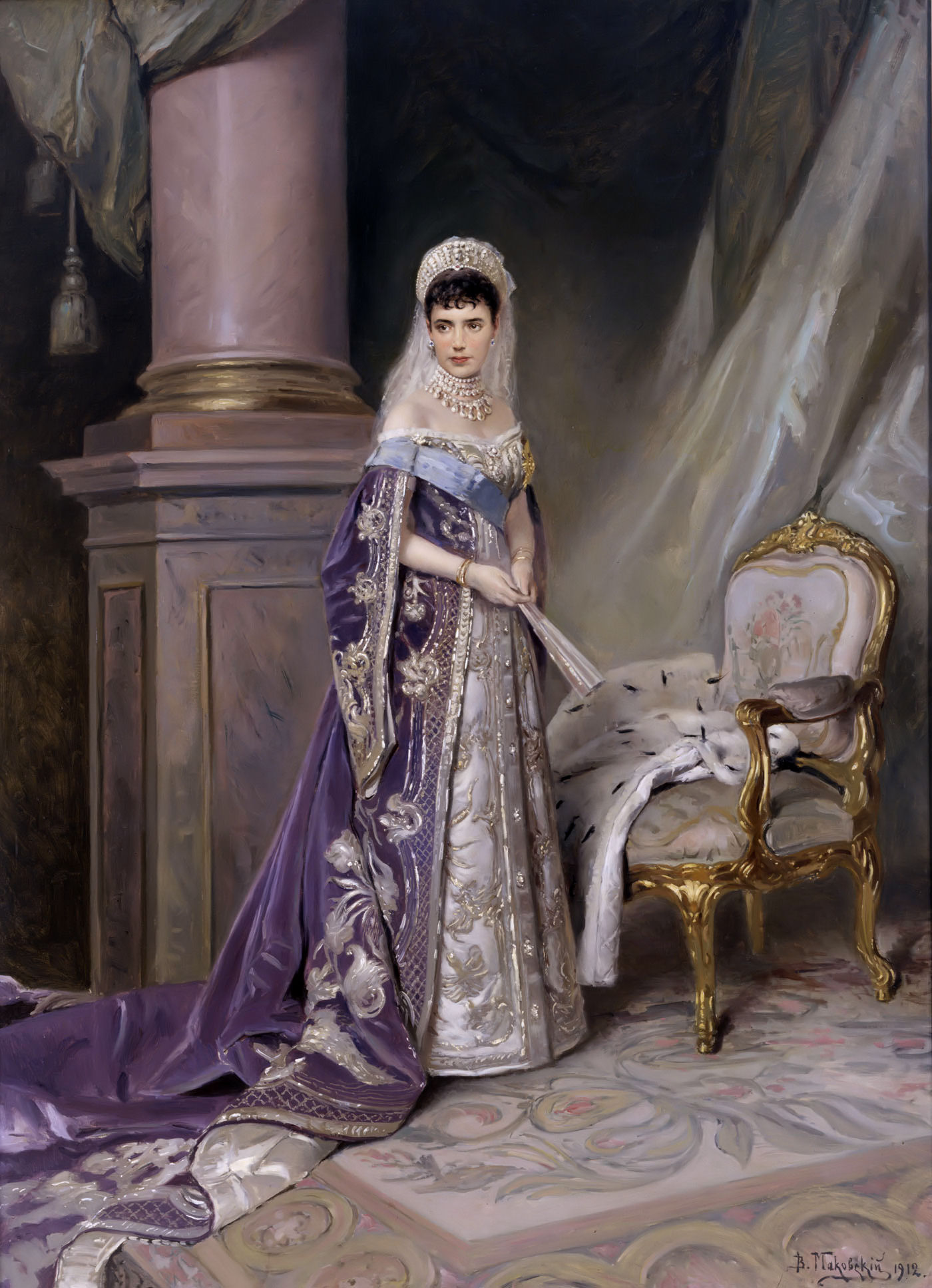
Маковський Костянтин Єгорович. Імператриця Марія Федорівна. 1912
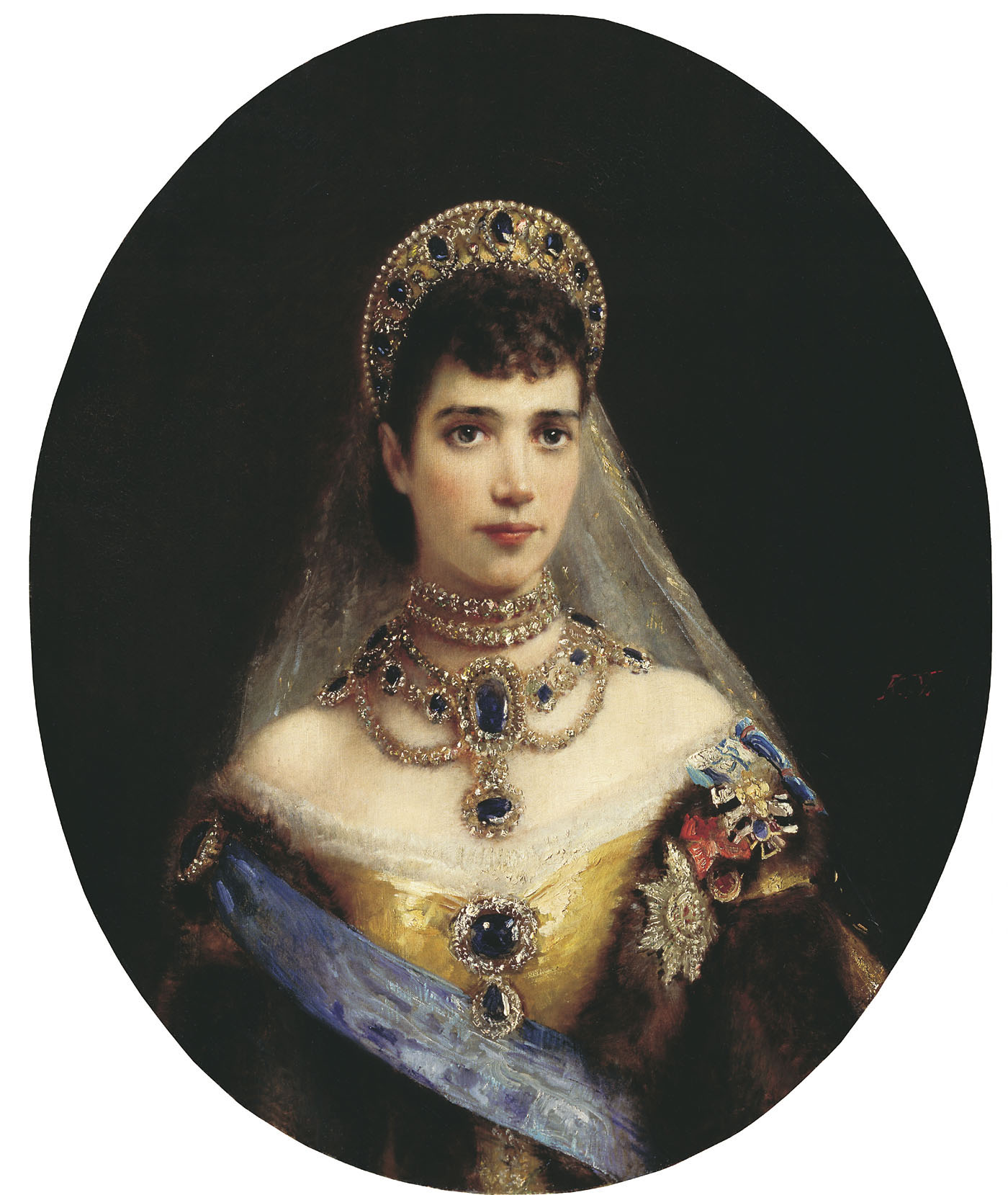
Маковський Костянтин Єгорович. Портрет імператриці
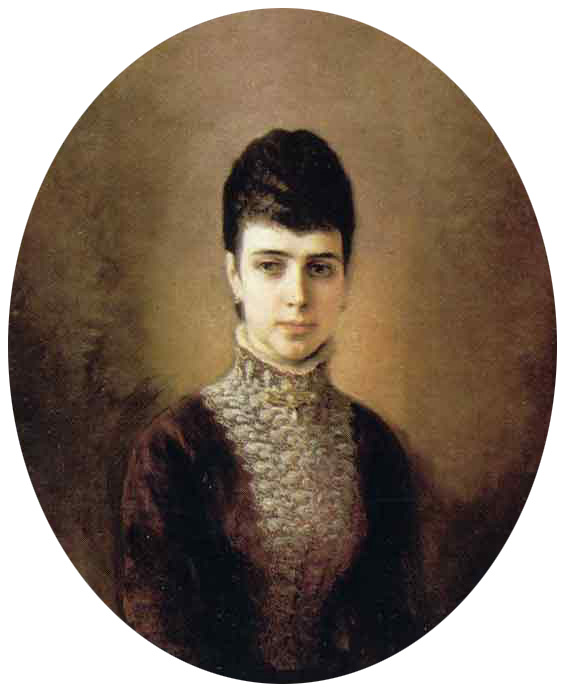
Микола Кошелєв. Портрет імператриці Марії Федорівни. 1880-ті
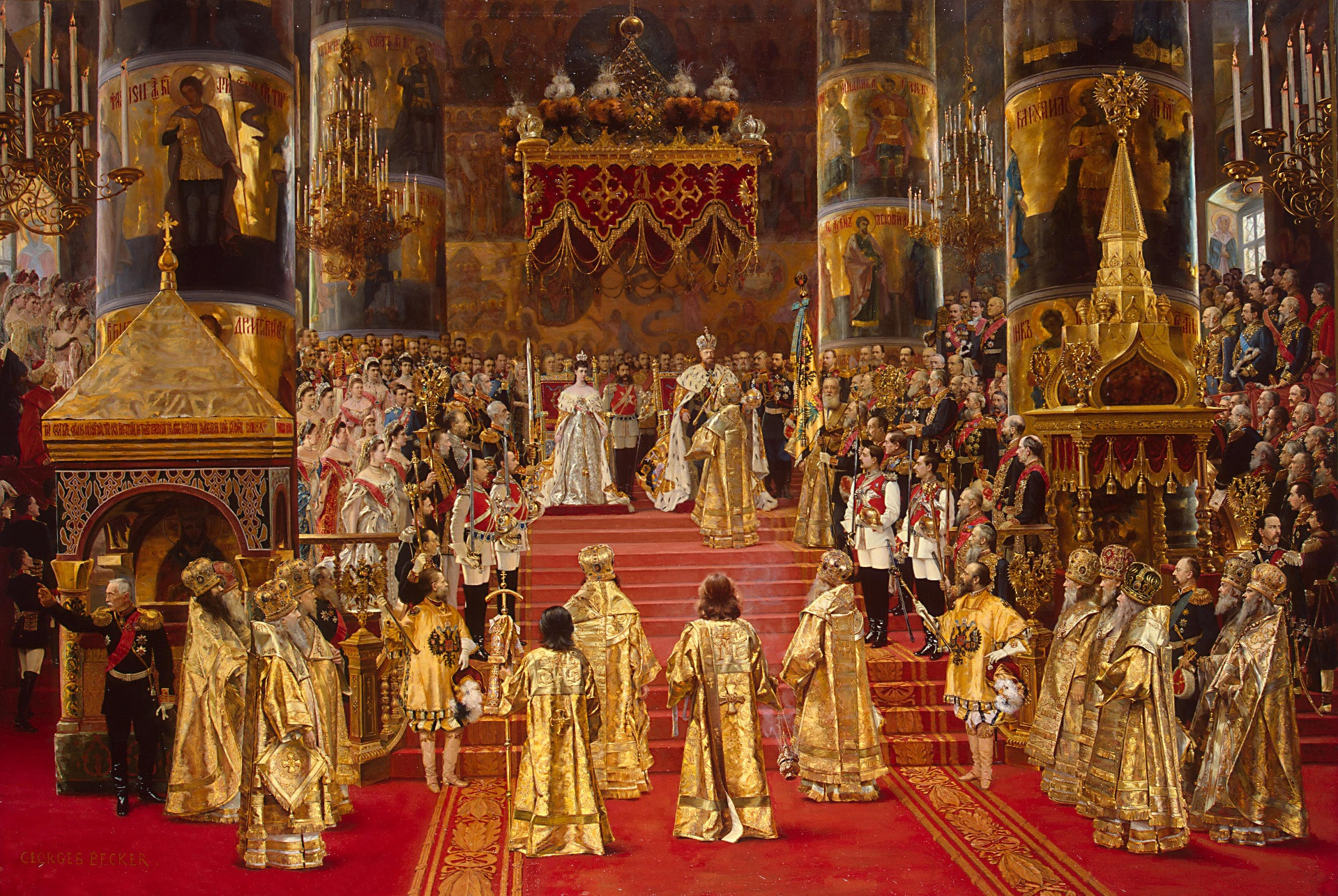
Коронація Олександра III та Марії Федорівни. 1888

### Картини Марії Федорівни

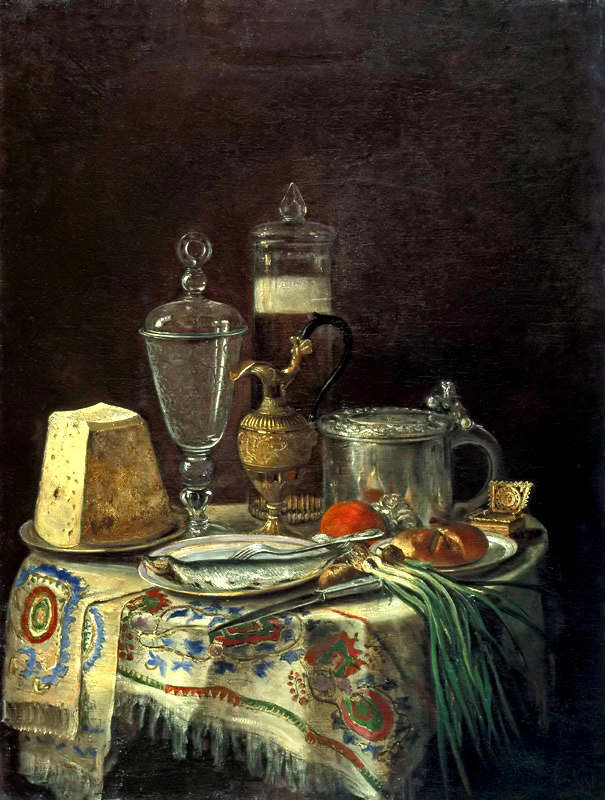
Натюрморт. 1868 рік
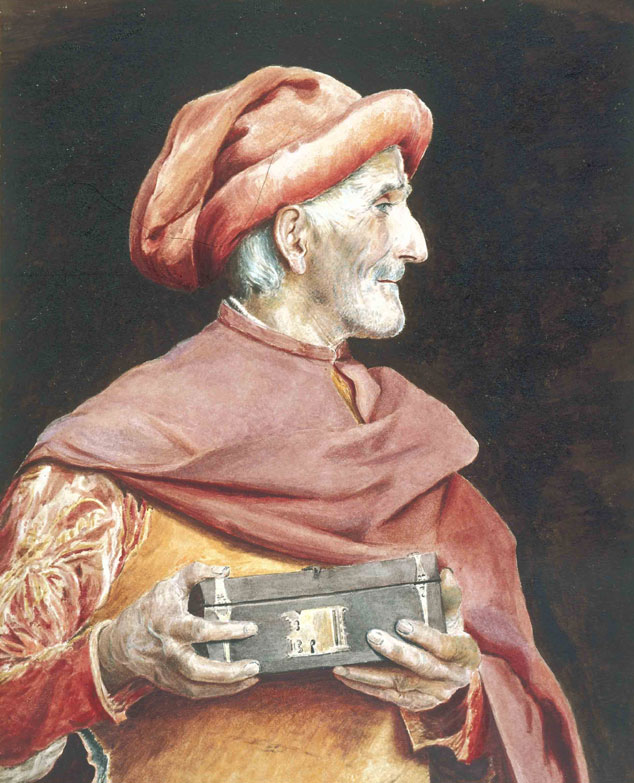
Скупий. 1890 рік

## Цікаві факти
- Павло Скоропадський, майбутній гетьман України, вступив на службу в Кавалергардський полк, шефом якого була дружина імператора Олександра III Марія Федорівна. Не раз траплялося, що імператриця ставила охороняти свою особу двох височенних кавалергардів — Павла Скоропадського і майбутнього президента Фінляндії Карла Маннергейма[90].
- З перебуванням у Києві імператриці Марії Федорівни пов'язане будівництво другого залізничного мосту через Дніпро. 20 серпня (2 вересня) 1916 року ївона брала особисту участь в урочистостях закладання цієї споруди. Її зі свитою доставили пароплавом до місця закладки, де відбулося урочисте богослужіння з водосвяттям. На початку 1917 року міст був уже практично готовий, йому присвоїли ім'я імператриці Марії Федорівни. В наш час його називають Рибальський залізничний міст[91].
- Спогади Марії Федорівни про початок Української революції: «Ці 14 днів пройшли відносно спокійно. Народ дуже доброзичливий і привітний. Як завжди, мене вітають на вулиці. Однак, можеш собі уявити, що пам'ятник Столипіну знято. Все безглуздо і незрозуміло, що означає»[92].